# Olympiastadion München
Das Olympiastadion München ist ein Multifunktionsstadion im Olympiapark in der bayerischen Landeshauptstadt. Es wurde für die Olympischen Spiele 1972 von dem Architektenbüro Behnisch & Partner geplant und war Ort für sportliche Veranstaltungen und die Eröffnungs- und Schlusszeremonie. Nach den Olympischen Spielen wurde das Stadion von 1972 bis 2005 hauptsächlich als Heimstätte des FC Bayern München und mit Unterbrechungen vom TSV 1860 München genutzt, der zwischen der vorherigen Heimstätte der beiden Vereine, dem Städtischen Stadion an der Grünwalder Straße, und dem Olympiastadion pendelte. 2005 zogen die Vereine in die neu erbaute Allianz Arena um. Neben den Spielen dieser Fußballvereine fanden auch weitere Profispiele im Olympiastadion statt. Dort wurden unter anderem die Endspiele der Fußball-Weltmeisterschaft 1974 und der Fußball-Europameisterschaft 1988 sowie mehrere Endspiele der UEFA Champions League und ihres Vorgängerwettbewerbs, dem Europapokal der Landesmeister, ausgetragen.
Seit 1982 ist das Olympiastadion die größte Bühne Münchens und wird für Open-Air-Konzerte genutzt. Neben Public-Viewing-Veranstaltungen finden seit dem Auszug der Fußballvereine hauptsächlich Konzerte im Stadion statt. Daneben gab es dort zahlreiche andere Veranstaltungen, darunter die Leichtathletik-Europameisterschaften 2002 und 2022, Show-Rennen der DTM in den Jahren 2011 und 2012.
Das Olympiastadion ist zu zwei Dritteln ein Erdstadion und verfügt neben einem Fußballfeld über eine Leichtathletiklaufbahn. Die Oberfläche besteht aus einer Naturrasenfläche. Die Arena war deutschlandweit das erste Stadion, das mit einer Rasenheizung sowie einem VIP-Bereich ausgestattet war, und es verfügte weltweit über das modernste Stadionflutlicht, mit dem Tageslicht simuliert werden kann. Die Zeltdachkonstruktion überspannt neben dem Stadion auch die Olympiahalle, die Olympia-Schwimmhalle sowie die dazwischenliegenden Wege. Dadurch soll das Stadion Leichtigkeit, Transparenz und Offenheit symbolisieren. Es zählt zu den wichtigsten Bauten der bundesdeutschen Nachkriegsarchitektur und gilt als ein Wahrzeichen Münchens. Wie die anderen Bauten unter dem Zeltdach steht das Olympiastadion seit 1997 unter Denkmalschutz.

## Lage und Anbindung

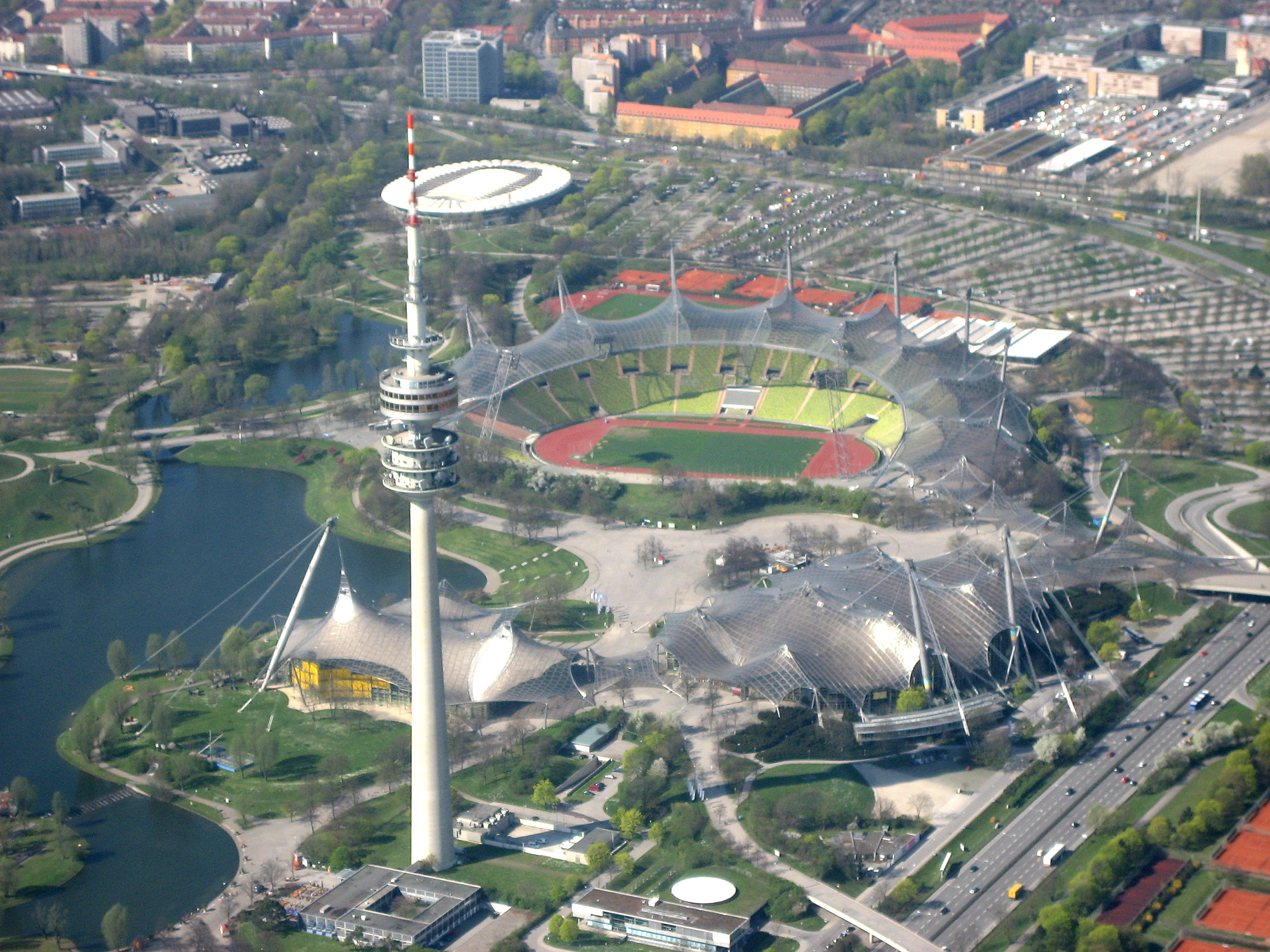
Zentrum des Olympiaparks, im Vordergrund der Olympiaturm, 2007

Das Olympiastadion ist in den Olympiapark eingebettet, der auf dem Oberwiesenfeld im Münchner Stadtbezirk Milbertshofen-Am Hart errichtet wurde. Der drei Quadratkilometer große Park befindet sich vier Kilometer nordwestlich des Münchner Stadtzentrums. Zum Zeitpunkt der Fertigstellung war er, auch wegen des Olympiastadions, der größte Sportpark der Bundesrepublik Deutschland. Das Stadion bildet gemeinsam mit der benachbarten Olympiahalle und der Olympia-Schwimmhalle das Herzstück der Münchner Olympiaanlagen unter derselben Zeltdachkonstruktion. Alle drei Sportstätten grenzen an den Coubertinplatz, den Mittelpunkt der Olympiaanlage. Auf der Südseite des Coubertinplatzes liegt der Olympiasee. Er befindet sich 20 Meter unter dem Zentralplateau des Coubertinplatzes. Das Stadion ist am Westhang des Plateaus angelegt. Im Juli 2021 wurde ein großer Teil des Platzes nach dem früheren Münchner Oberbürgermeister Hans-Jochen Vogel in „Hans-Jochen-Vogel-Platz“ umbenannt. Der östliche Teil bis zur Olympia-Schwimmhalle behielt den bisherigen Namen „Coubertinplatz“.
Nördlich des Stadions befindet sich das olympische Dorf, das wegen des Mittleren Rings, der zwischen beiden Anlagen hindurchführt, lediglich über Brücken von der Arena aus direkt zu erreichen ist. 200 Meter nordöstlich des Stadions steht die Olympiahalle. Sie ist an der schmalsten Stelle acht Meter von der Olympia-Schwimmhalle entfernt, die östlich vom Olympiastadion liegt. Olympia-Schwimmhalle, Olympiahalle, Olympiastadion und Olympiasee bilden die Außengrenzen des Coubertinplatzes. Noch weiter östlich von der Schwimmhalle bildet der Olympiaturm gemeinsam mit den Anlagen am Coubertinplatz den Bereich der charakterbestimmenden Merkmale des Olympiaparks. Die Formen des gesamten Geländes ergänzen sich durch bauliche Strukturen gegenseitig zu einer Architekturlandschaft.
Das Olympiastadion verfügt für den Individualverkehr über zwei Parkplätze in der nahe gelegenen Parkharfe westlich des Stadions bei der Landshuter Allee oder nahe der Olympiahalle. Die Arena befindet sich wenige Meter südlich des Georg-Brauchle-Rings. Neben zwei Eingängen am Coubertinplatz gibt es Zugänge am Spiridon-Louis-Ring, der von Norden her über Westen und Süden einen Halbring um das Olympiastadion bildet.
Zeitgleich zum Stadionbau wurden zahlreiche Anbindungen an den öffentlichen Personennahverkehr eingerichtet: In der Nähe des olympischen Dorfes befindet sich der U-Bahnhof Olympiazentrum mit den dort verkehrenden U-Bahn-Linien U3 und U8, der außerdem von einer Buslinie bedient wird. Während der Olympischen Spiele und anschließend bis 1988 wurde bei Großveranstaltungen der Bahnhof München Olympiastadion im Westen des Oberwiesenfelds durch die Münchner S-Bahn mit einer Sonderlinie angefahren. Beide Bahnhöfe liegen etwa einen Kilometer vom Stadion entfernt und hatten ursprünglich eine Stundenkapazität von 30.000 Fahrgästen. Das Stadion ist auch durch weitere Haltestellen am Olympiapark mit Straßenbahnen und Bussen erreichbar.

## Geschichte

### Frühe Gedanken über ein Großstadion
Bereits nach dem Ersten Weltkrieg gab es erste Überlegungen, ein Großstadion in München zu errichten, da Fußball an Popularität gewann. Ein Stadionbau am Oberwiesenfeld scheiterte 1919 am Einspruch des bayerischen Staates. 1921 entstand dort der Teutonia-Platz, der bis zum Ausbau des Stadions an der Grünwalder Straße 1926 der modernste Sportplatz Münchens war. Er wurde vom Verein FC Teutonia eröffnet und bot 12.000 Zuschauern Platz. Im Monat nach der Eröffnung kamen dort rund 20.000 Gäste zu einem Spiel, womit die erlaubte Kapazität um zwei Drittel überzogen wurde. Der FC Bayern nutzte von 1923 bis 1925 den Teutonia-Platz für seine Heimspiele. Der TSV 1860 bespielte bereits seit 1911 das zur damaligen Zeit vereinseigene Stadion an der Grünwalder Straße in Giesing, das seit dem Ausbau auf eine Kapazität von 40.000 Zuschauern das größte Stadion Münchens war.
Die Kapazität war zwar für den Meisterschaftsbetrieb ausreichend, allerdings stieß das Stadion bei Länderspielen an seine Grenzen: Das Spiel Deutschland gegen die Schweiz 1926 zeigte, dass bei Großereignissen ein weitaus höheres Interesse bestand, als Karten verkauft werden durften. Auch die 1928 eröffnete Kampfbahn an der Dantestraße entsprach nicht den Vorstellungen von einem Großstadion. Aus diesem Grund wurde in der Weimarer Republik der Bau eines Großstadions am Rande Münchens, beispielsweise am Oberwiesenfeld, diskutiert, jedoch ergebnislos.
Zu Beginn des Nationalsozialismus planten Lokalpolitiker der NSDAP den Bau eines 60.000 bis 80.000 Zuschauer fassenden Stadions westlich des Flughafens München-Riem. Dies sollte dem Reichssportfeld in Berlin entsprechen. Die Flughafenverwaltung wehrte sich jedoch gegen den Bau, und auch der Generalbaurat Münchens setzte sich ein Großstadion nicht als Ziel. Mit dem Ausbruch des Zweiten Weltkriegs wurden die Pläne endgültig verworfen.
Nach Kriegsende strömten die Menschenmassen erneut in die Stadien, um sich an Wochenenden mit Fußballspielen zu unterhalten, so auch in München. 1948 besuchten bei einem Spiel des TSV 1860 gegen den 1. FC Nürnberg rund 58.200 Zuschauer das für 45.000 Besucher ausgerichtete Stadion an der Grünwalder Straße. Ein Jahr später kamen zu dem in München ausgetragenen Halbfinalspiel der Deutschen Meisterschaft zwischen dem 1. FC Kaiserslautern und Borussia Dortmund 57.000 Zuschauer. Die Nachkriegszeit gilt heute als „goldenes Zeitalter“ des Fußballs; erst seit den 1990er-Jahren kommen erneut so viele Besucher in die deutschen Stadien.
Das im Krieg zerstörte Grünwalder Stadion bot nach der Renovierung Platz für 50.000 Zuschauer und war damit das größte Stadion Münchens. Der städtische Sportausschuss befand die Kapazität jedoch für zu gering und strebte dessen Ausbau auf ein Fassungsvermögen von 75.000 Zuschauern an. Gegenwind erhielt der Sportausschuss von lokalen Medien. So sprach sich der Münchner Merkur Anfang 1951 für den Neubau eines Stadions am Oberwiesenfeld aus, nachdem die ausgebaute Tribüne des Grünwalder Stadions den Bau des geplanten Mittleren Rings als Hauptzufahrtstraße zur Bundesautobahn 8 erschwert hätte. Das Großstadionprojekt fand mit der Verabschiedung des sogenannten Zehn-Jahres-Programms am 10. März 1955, das den Bau von Bezirkssportanlagen förderte, vorerst ein Ende.
Ein weiterer Grund für diese Entscheidung war die gesunkene Attraktivität des Fußballs in München, da die ehemals erfolgreichen Stadtvereine wie TSV 1860, FC Wacker und FC Bayern mit ihren Leistungen in das Mittelmaß abfielen. Spiele der deutschen Nationalmannschaft fanden wegen der geringen Kapazität des Grünwalder Stadions bereits seit 1940 nicht mehr in München statt. Für die großen Stadtvereine blieb die Kapazität des Grünwalder Stadions mit Ausnahme der Lokalderbys, zu denen teilweise mehr Zuschauer kamen, als das Stadion offiziell Platz bot, ausreichend.
1958 ließ die Bayernpartei erneut das Thema eines Großstadions aufleben. Sowohl der FC Bayern als auch der TSV 1860 sträubten sich gegen das Vorhaben, da sie befürchteten, dass die Kapazität nicht ausgeschöpft werden würde und das Projekt sie in den Ruin treiben könnte. 1963, in der letzten Saison vor der Einführung der Fußball-Bundesliga, gewann der TSV 1860 die Oberliga-Meisterschaft und sicherte sich damit vor dem Lokalrivalen FC Bayern den Startplatz für die erste Liga in der Folgesaison. In der ersten Bundesligasaison hatte der TSV 1860 durchschnittlich knapp 32.000 Zuschauer pro Spiel, was den Durchschnitt der Vorjahre von etwa 20.000 weitaus überstieg. Mehrere Ligakonkurrenten, die über größere Stadien verfügten, erzielten jedoch einen höheren Zuschauerschnitt. 1964 qualifizierte sich der TSV 1860 durch den Gewinn des DFB-Pokals für den Europapokal der Pokalsieger 1964/65, kam bis in das Finale und hatte in dem Wettbewerb zuhause meist mehr als 30.000 Zuschauer. Im selben Jahr wurde der FC Bayern Meister der Regionalliga Süd und qualifizierte sich für die Aufstiegsrunde zur Bundesliga. Dabei erwies sich die Kapazität des Grünwalder Stadions erneut als zu gering. In der Folgesaison gewannen der TSV 1860 die Meisterschaft und der FC Bayern den nationalen Pokalwettbewerb. Zwar war die durchschnittliche Zuschauerzahl weitaus niedriger als die maximale Kapazität des Grünwalder Stadions, jedoch gab es bereits Mitte der 1960er Jahre zahlreiche Spiele, bei denen die Ticket-Nachfrage höher als das Fassungsvermögen des Stadions war.
München war die einzige deutsche Stadt mit zwei Bundesligavereinen, die in dieser Zeit stets um die oberen Tabellenplätze mitspielten und zeitweise in internationalen Wettbewerben vertreten waren. Deshalb wurde das größte Stadion der Stadt mit inzwischen wieder 45.000 Plätzen, wovon lediglich 3.800 Plätze bestuhlt waren, für zu klein befunden. Um das hohe Niveau der Münchner Fußballvereine zu halten, wurde ein größeres Stadion für notwendig erachtet, weil das Publikum in jener Zeit noch die Haupteinnahmequelle der Vereine darstellte.
Bereits im Herbst 1963 hatte Georg Brauchle, damals Zweiter Bürgermeister, nach einem Besuch der Sportstätten für die Olympischen Winterspiele 1964 in Innsbruck vor Journalisten die Austragung von Olympischen Spielen in München angeregt. Im Oktober 1965 entschied Oberbürgermeister Hans-Jochen Vogel mit Willi Daume, Präsident des Nationalen Olympischen Komitees, die Stadt auf die Tauglichkeit für die Spiele zu prüfen. Nach weiteren Gesprächen, unter anderem mit Bundeskanzler Ludwig Erhard und Bayerns Ministerpräsidenten Alfons Goppel, kamen sie zu dem Entschluss, dass sich eine Bewerbung für die XX. Olympischen Spiele, die 1972 ausgerichtet werden sollten, lohnen könnte. Dazu musste jedoch endgültig ein neues und modernes Stadion für die Stadt geplant werden.

### Planung
Das drei Quadratkilometer große und weitestgehend unbebaute Oberwiesenfeld war als Kernstück der Sportstätten für die Olympischen Spiele vorgesehen. Wegen der Uneinigkeit, wie es bebaut werden sollte, war das Gelände größtenteils frei geblieben und so waren vor dem Austragungsbeschluss lediglich der Olympiaturm und die Eissporthalle beschlossene Bauprojekte. Aufgrund der Zentrumsnähe konnte München mit dem Spruch „Olympia der kurzen Wege“ für die Spiele werben, was zur Entscheidungsfindung für die Vergabe an die Landeshauptstadt beitrug. Da das Oberwiesenfeld in früheren Zeiten als Exerzierplatz des bayerischen Kavallerieregiments und auch später vorwiegend militärischen Zwecken diente, war es – ausgenommen Rüstungswerke – frei von Bauten. Von 1931 bis 1939 war der Flughafen München auf dem Oberwiesenfeld beheimatet. Nach dem Zweiten Weltkrieg wurde dort der durch die Bombenangriffe auf die Stadt entstandene Trümmerschutt aufgehäuft, aus dem der Olympiaberg entstand. Dieser wurde bewusst oval angelegt, damit er als Tribünenfundament für ein Stadion, zu dem bereits Vorstellungen vorhanden waren, genutzt werden konnte.
1964 schrieb München einen Architektenwettbewerb für die Planung eines Großstadions aus, den die Büros Henschker aus Braunschweig und Deiss aus München gewannen. Ihr Stadionentwurf wurde in ein Gesamtkonzept integriert. Nach der Planung von 1965 sollte das Stadion rund 100.000 Zuschauer fassen, später wurde die Kapazität im Hinblick auf die Nachnutzung reduziert. Die Planungen waren in ein Gesamtkonzept integriert, wobei ergänzend eine Mehrzweck- und eine Schwimmhalle auf einer großen, betonierten Fläche geplant waren. Unter den Betonplatten sollten Versorgungsanlagen und Parkplätze gebaut werden. Am 26. April 1966 gab das IOC bekannt, dass sich München gegen die Mitbewerber Detroit, Madrid und Montreal durchgesetzt hatte. Damit war der Stadionbau beschlossen. Die ursprünglichen Planungen gerieten wegen fehlender städtebaulicher Geschlossenheit in die Kritik. Zusätzlich regte der Bund Deutscher Architekten an, bei den Sportstätten wegen der nationalsozialistischen Vergangenheit jegliche Monumentalität zu vermeiden. Die Pläne wurden schließlich verworfen.

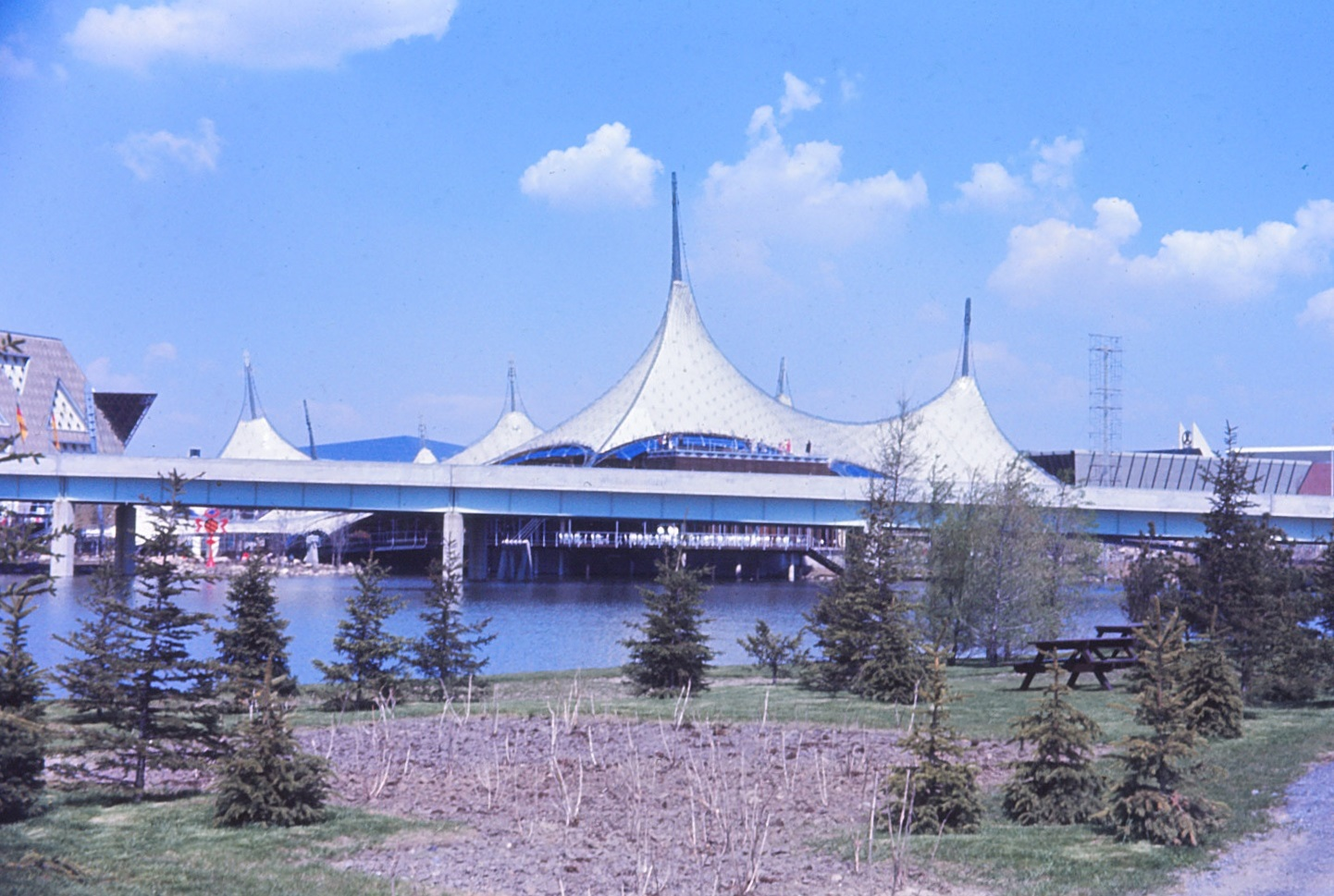
Der Deutsche Pavillon auf der Weltausstellung 1967

Im Februar 1967 wurde erneut ein Architektenwettbewerb ausgeschrieben, bei dem bis zum Abgabetermin am 3. Juli 1967 insgesamt 104 Entwürfe eingereicht wurden, von denen einer vom Architekturbüro Behnisch & Partner stammte. Der Architekt Günter Behnisch und sein Angestellter Fritz Auer planten das Stadion, die Olympiahalle und die Schwimmhalle eng nebeneinander westlich des Olympiaturms anzulegen, von dem bereits der Sockel existierte. Als ein Modell im Maßstab 1:1000 erstellt war, brachte der Mitarbeiter Cord Wehrse die Idee ein, eine Zeltdachkonstruktion über die drei Bauten zu legen. Er war durch einen Zeitungsartikel auf Frei Ottos Zeltdachkonstruktion auf der Weltausstellung in Montreal aufmerksam geworden. Gemeinsam mit Carlo Weber und Heinz Isler wurde das Modell mit Holzstäben und Teilen eines Damenstrumpfs ergänzt. Die Architekten dachten beim Olympiadach an ein Zirkuszelt.
Schließlich wurde das Modell zum Abgabetermin eingereicht. Es schied bereits nach der ersten Runde durch die Jury aus, da es als zu waghalsig galt. Der Juror Egon Eiermann intervenierte jedoch und warb unter anderem bei Oberbürgermeister Hans-Jochen Vogel und NOK-Präsident Willi Daume für das Modell. Letztendlich votierten die Begutachter doch für den Plan von Behnisch & Partner, der als Sieger aus dem Wettbewerb hervorging. Die Entscheidung wurde am 13. Oktober 1967 bekanntgegeben. Neben dem für 90.000 Zuschauer ausgelegten Stadion, das dann auf etwa 80.000 reduziert wurde, überzeugte das Modell mit seiner umgebenden Landschaftsarchitektur und der Zeltdachkonstruktion. Dadurch erfüllte es das Leitmotiv der Spiele: Menschliches Maß, Leichtigkeit, kühne Eleganz und Einheit der Landschaft mit der Natur. Darüber hinaus war die Möglichkeit der Nachnutzung gegeben. Auch hinsichtlich kurzer Wege überzeugte das Modell die Jury.

### Errichtung

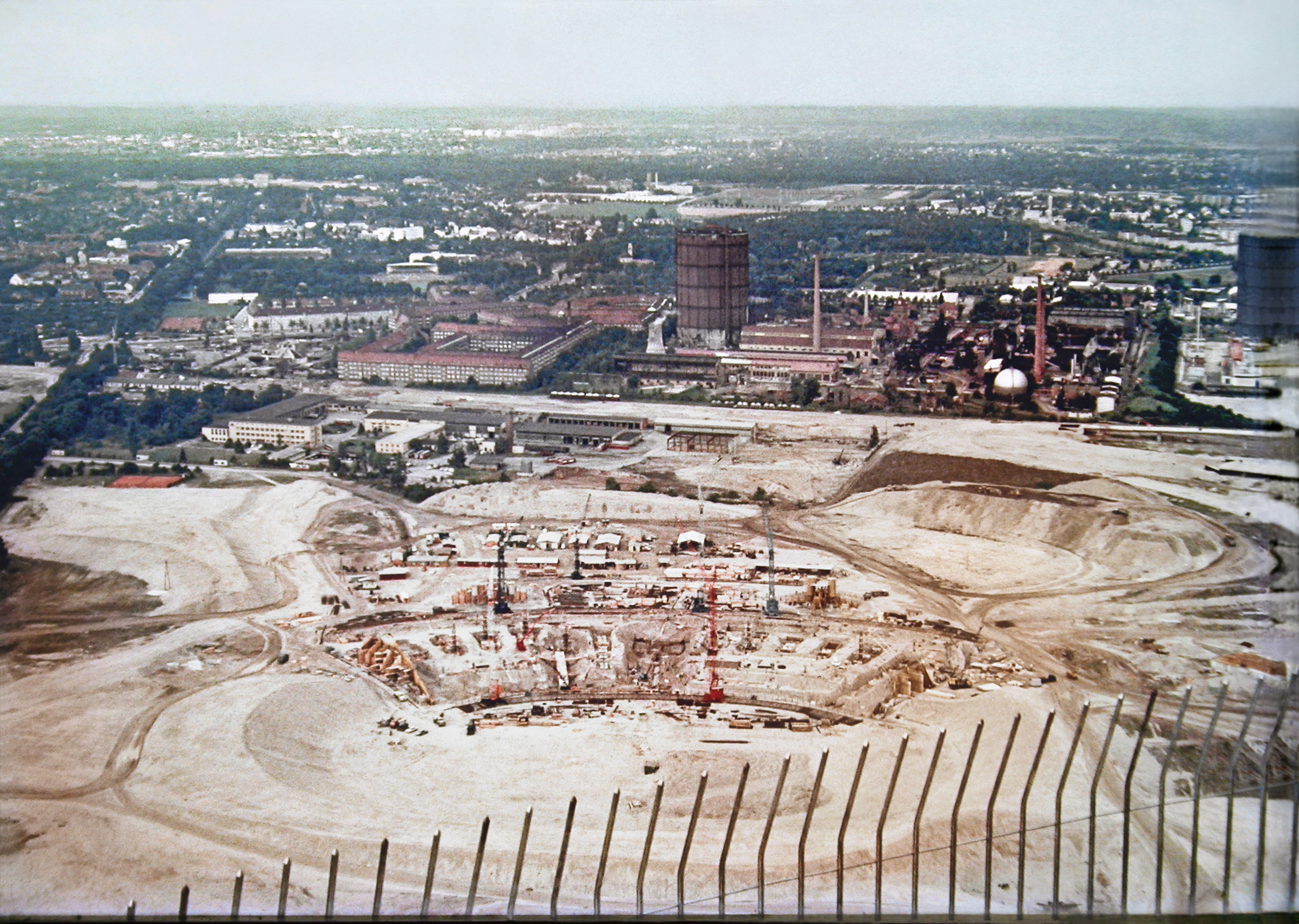
Die Baustelle im Jahr 1969

Um Platz für die Arena zu schaffen, musste zuvor das Terminalgebäude des alten Flugplatzes Oberwiesenfeld gesprengt werden. Am 9. Juni 1969 begannen die Arbeiten für das Stadion, die Mehrzweck-Olympiahalle und die Schwimmhalle. Allerdings wurde erst am 14. Juli 1969 mit der Grundsteinlegung in einer symbolischen Feierstunde offiziell mit den Arbeiten begonnen. Neben den drei Bauten entstanden auf dem Oberwiesenfeld zeitgleich die Werner-von-Linde-Halle, eine Volleyball-Halle, das Olympia-Radstadion, das olympische Dorf und diverse weitere Bauten wie Bahnhöfe für U- und S-Bahn. Während der Bauarbeiten herrschte in München eine Aufbruchstimmung. Die Innenstadt erhielt zwischen Marienplatz und dem Stachus eine Fußgängerzone und die U-Bahn-Visionen wurden umgesetzt. Allein auf dem Oberwiesenfeld gab es 60 Baustellen. Von insgesamt 1,35 Milliarden Deutsche Mark an Olympiaausgaben flossen 137 Millionen in den Bau des Olympiastadions und 170,6 Millionen in das Zeltdach. Etwa 5.000 Bauarbeiter waren an der Baustelle tätig und arbeiteten zusammengerechnet mehr als eine Million Stunden. Entgegen der Gewohnheit des deutschen Wiederaufbaus entstand das Olympiastadion weitgehend unter Verzicht auf vorgefertigte Teile.
Laut Behnisch sollte das Stadion eine „demokratische Sportstätte“ werden, was auch den Vorstellungen des Münchner Oberbürgermeisters Hans-Jochen Vogel entsprach. Zu den Olympischen Spielen 1936 in Berlin während der Zeit des Nationalsozialismus, den bis dahin einzigen Olympischen Sommerspielen in Deutschland, sollte gemäß Vorgaben des Bundeskanzlers Willy Brandt ein Kontrast entstehen. Seit der Zeit des Nationalsozialismus lastete auf München zudem der Ruf, „Hauptstadt der Bewegung“ gewesen zu sein. Die Olympischen Spiele sollten helfen, Münchens Ansehen zu verbessern. In der Urkunde des Stadionfundaments wurde formuliert, dass die geplanten Spiele „vom Geist unseres Volkes im letzten Drittel des 20. Jahrhunderts“ zeugen sollten.

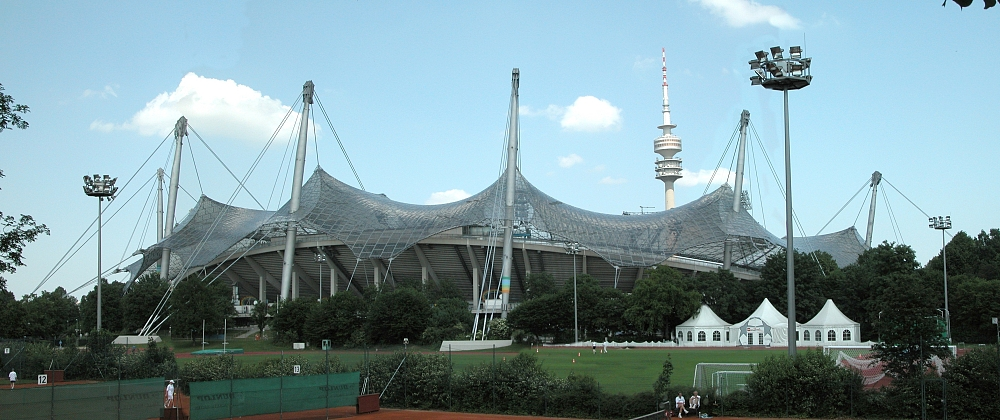
Rückseite der Haupttribüne, über der das Dach realisiert wurde

Behnisch verpflichtete als Partnerarchitekt Frei Otto, dessen Zeltdachkonstruktion auf der Weltausstellung 1967 in Montreal Vorbild für das Olympia-Zeltdach war. Otto war bereits an zahlreichen Bauprojekten mit Hänge- und Membrankonstruktionen beteiligt und für die Olympia-Zeltdachkonstruktion der entwicklungstechnische Berater. Neben Behnisch und Otto wurde außerdem zur Verwirklichung der Dachkonstruktion unter anderem mit Fritz Leonhardt und Wolfhardt Andrä ein Architektenteam gebildet. Die Planungsleitung übernahm Fritz Auer. Otto entwickelte Teile des Dachs mittels des Versuch-und-Irrtum-Prinzips, indem er immer größere Modelle der Dachkonstruktion anfertigte, während Andrä mit Leonhardt an anderen Stellen das Dach durch CAD-Programme entwickelte. Unter der Leitung des Bauingenieurs Jörg Schlaich wurde das Dach über dem Stadion am 21. April 1972 fertiggestellt.
Beim Bau des Stadions war vergessen worden, Kabinen für Fußballmannschaften im Stadioninnenraum einzuplanen. Aus diesem Grund wurden vom 24. Mai 1972 bis zur offiziellen Eröffnung des Stadions am 26. Mai 1972 zwei Medizinzimmer provisorisch in Umkleidekabinen umgestaltet. Es war auch genug Platz, einen Raum für Sanitäter und Schiedsrichter einzurichten. Später wurden die Kabinen weiter ausgestattet und blieben erhalten.
Bereits im Sommer 1970 standen die Rohbauten und am 23. Juli 1970 wurde das Richtfest gefeiert. Zum Jahreswechsel 1971/1972 waren die Hauptarbeiten beendet und Ende Juni 1972 wurden die fertigen Bauten dem Organisationskomitee übergeben. Die Planung, Errichtung und Finanzierung der Bauten wurden von der 1967 gegründeten Olympia-Baugesellschaft mbH München, die von der Bundesrepublik Deutschland, dem Freistaat Bayern und der Landeshauptstadt München ins Leben gerufen worden war, gesteuert. Das Stadion wird von der Olympiapark München GmbH betrieben, die zu 100 Prozent im Besitz der Landeshauptstadt München ist. Die Olympiapark München GmbH ist innerhalb der Stadtverwaltung dem Referat für Arbeit und Wirtschaft unterstellt.

### Erste Veranstaltungen und Olympische Spiele

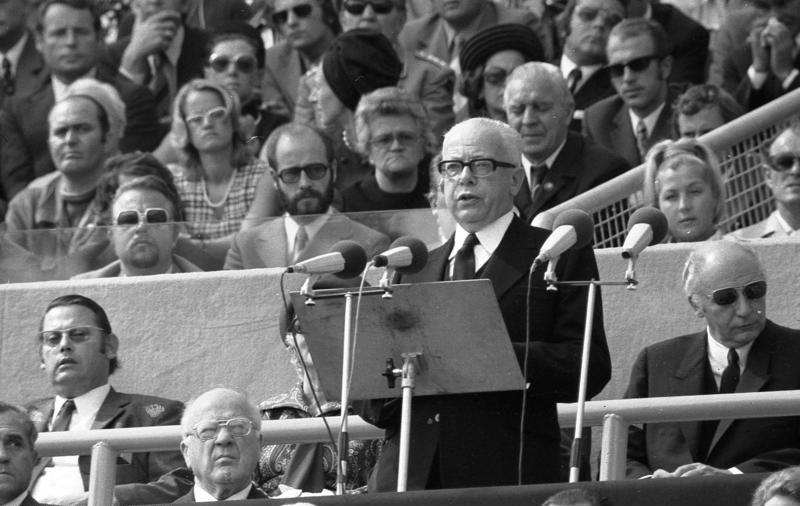
Trauerfeier im Olympiastadion infolge der Geiselnahme von München

Das Stadion war im Frühjahr 1972 fertiggestellt und wurde gleich für Testwettkämpfe genutzt. Am 26. Mai 1972 fand zur Eröffnung das Fußball-Länderspiel zwischen der Bundesrepublik Deutschland und der Sowjetunion statt, das die Gastgeber unter Leitung des brasilianischen Schiedsrichters Armando Marques mit 4:1 vor rund 80.000 Zuschauern im ausverkauften Stadion gewannen. Es war das erste Länderspiel in München seit 1940 und das fünfte in der bayerischen Landeshauptstadt überhaupt.
Am 28. Juni 1972 spielte der FC Bayern im Saisonfinale gegen den FC Schalke 04 erstmals im Olympiastadion und wurde mit einem 5:1-Sieg Deutscher Meister. Am 2. August 1972 spielte auch der TSV 1860 in einem Ligapokalspiel zum ersten Mal im Olympiastadion.
24 Tage danach eröffnete Bundespräsident Gustav Heinemann am 26. August 1972 im Olympiastadion feierlich die XX. Olympischen Sommerspiele. Nach dem Einmarsch von über 7.100 Sportlern aus 121 Nationen entzündete der Jugendsportler Günter Zahn das olympische Feuer über den Rängen der Osttribüne. Hauptnutzer des Stadions während der Spiele waren die Leichtathleten, gefolgt von den Fußballern. Am 27. August 1972 fand das erste olympische Fußballspiel statt, vier Tage danach begannen die Leichtathletikwettbewerbe, die vom Publikum gut aufgenommen wurden. Zum Teil waren bereits die Qualifikationswettkämpfe am Vormittag ausverkauft.
Am 5. September 1972, nach etwa zwei Dritteln der Spiele, fand die feierliche Stimmung infolge der Geiselnahme von München ein abruptes Ende, als palästinensische Terroristen der Gruppe Schwarzer September am frühen Morgen zwei Mitglieder der israelischen Olympiamannschaft ermordeten und neun weitere als Geiseln nahmen. Die für diesen Tag angesetzten Wettkämpfe wurden erst am Nachmittag nach und nach abgesagt. Davon betroffen war auch das Spiel der DFB-Amateurauswahl gegen Ungarn am Nachmittag. Die 30.000 Besucher mussten das Olympiastadion verlassen, was ohne Protest geschah. 18 Stunden nach der Geiselnahme zogen die Terroristen mit den Geiseln auf den Militärflugplatz Fürstenfeldbruck ab. Dort kam es zu einer missglückten Befreiungsaktion, bei der alle Geiseln, fünf Terroristen und ein Polizist ums Leben kamen. Am Folgetag, dem 6. September 1972, wurde im Olympiastadion eine spontane Trauerfeier bei voll besetzten Rängen ausgerichtet, bei der auch der Bundespräsident eine Ansprache hielt. Bei dieser Trauerfeier verkündete IOC-Präsident Avery Brundage, dass die Spiele weitergehen müssten („The games must go on!“). Die Wettkämpfe wurden jeweils um einen Tag verschoben, sodass noch am Tag der Trauerfeier im Olympiastadion das Spiel Deutschland gegen Ungarn nachgeholt wurde.
Im Fußballturnier kam es am 8. September 1972 zu einer Begegnung zwischen den Mannschaften der Bundesrepublik und der DDR, die die ostdeutsche vor 80.000 Zuschauern mit 3:2 gewann. Insgesamt fanden im Olympiastadion elf Fußballspiele innerhalb von 15 Tagen statt. Damit wurde das Stadion in jenen Wochen so oft bespielt wie niemals mehr danach. Das Fußballturnier gewann am 10. September 1972 Polen, das die Mannschaft Ungarns im Finale mit 2:1 besiegte. In der Leichtathletik wurden im Olympiastadion zahlreiche Weltrekorde aufgestellt. In Einzelwettkämpfen erzielten die Sportler Lasse Virén, Rod Milburn, John Akii-Bua, Mykola Awilow, Ljudmila Bragina, Nadeschda Tschischowa, Mary Peters, Annelie Ehrhardt und Ulrike Meyfarth neue Bestleistungen. Renate Stecher aus der Deutschen Demokratischen Republik gelang es, sowohl im 100- als auch im 200-Meter-Lauf der Frauen den Weltrekord zu brechen. Einen neuen Weltrekord stellte auch die US-amerikanische Mannschaft der Männer im 4-mal-100-Meter-Staffellauf auf, während in der gleichen Disziplin die bundesdeutsche Frauenmannschaft den Weltrekord erzielte. Auch der ostdeutschen Frauenmannschaft gelang im 4-mal-400-Meter-Staffellauf eine weltweite Bestleistung.
Am 11. September 1972, kurz vor der Abschlussfeier, gewann die deutsche Mannschaft der Reiter im Olympiastadion den Preis der Nationen. Bei der Schlusszeremonie wurde das ursprünglich geplante Programm wegen der Ereignisse des 5. September aus Respekt vor den Opfern ausgedünnt. Nachdem das olympische Feuer erloschen war, standen die Zuschauer auf und gedachten der Opfer der Geiselnahme. Während der Veranstaltung gab es eine Anschlagswarnung für das Olympiastadion, nachdem ein Flugzeug des Typs Douglas DC-8 mit ausgefallener Radaranlage elf Meilen nordwestlich von Ulm Kurs auf München genommen hatte. Joachim Fuchsberger, Stadionsprecher zu diesem Ereignis, erhielt in einem Schreiben die Mitteilung: „Nicht identifizierte Flugobjekte im Anflug auf das Olympiastadion – möglicherweise Bombenabwurf – sag, was du für richtig hältst“. Um eine Massenpanik zu vermeiden, schwieg Fuchsberger, sodass die Feier weiterging. Die verirrte DC-8 landete schließlich am Münchner Flughafen.

### Nacholympische Nutzung
Nach den Olympischen Spielen fanden im Stadion überwiegend die Heimspiele des FC Bayern statt, der in den Folgespielzeiten zahlreiche Titelgewinne feierte. Der Lokalrivale TSV 1860 München, der bis 1977 zweitklassig spielte, nutzte in der Anfangsphase außerdem auch das Grünwalder Stadion. Beim Heimauftakt der Saison 1973/74 erreichte der TSV 1860 gegen den FC Augsburg am 15. August 1973 einen Zuschauerrekord. Zwar kamen nach den Angaben, dem offiziellen Fassungsvermögen entsprechend, nur 73.000 Gäste ins ausverkaufte Olympiastadion, Beobachter gingen zum Teil jedoch von rund 100.000 Zuschauern aus. Als an den Stadionkassen noch zu Beginn des Spiels großer Andrang herrschte und der TSV 1860 nach drei Minuten in Führung ging, drängten sich die Zuschauer trotz Zäunen und Absperrungen hinein. Dabei wurden 136 Menschen verletzt. Die Partie gilt bisher weltweit als das Zweitligaspiel mit der höchsten Zuschauerzahl.

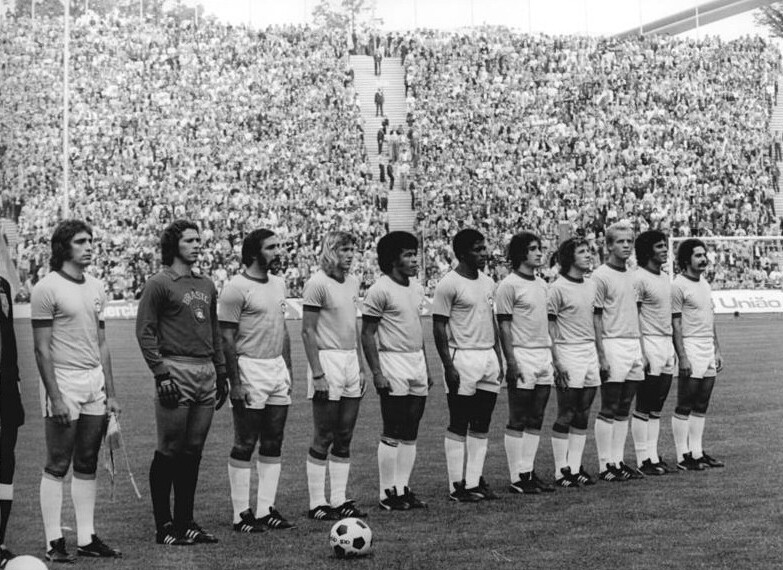
Das Olympiastadion während der Fußball-Weltmeisterschaft 1974

Auch die Fußballnationalmannschaft nutzte München häufiger als in den Vorjahren als Austragungsort. So trug sie 1973 zwei von acht Heimspielen im Olympiastadion aus. Zur Fußball-Weltmeisterschaft 1974 in der Bundesrepublik Deutschland fanden hier weitere Spiele auch anderer Nationalmannschaften statt. Um die Kapazität zu erhöhen, wurde in der Nordkurve zusätzlich eine Tribüne für bis zu 5.000 Zuschauer errichtet, sodass insgesamt 80.000 Zuschauer Platz fanden.
Die Südkurve etablierte sich als die Seite des Stadions, von der aus die Fans des FC Bayern ihre Mannschaft anfeuerten, während die Nordkurve die Seite der Anhänger des TSV 1860 wurde. In den zuschauerreichsten Jahren kamen insgesamt bis zu 1,8 Millionen Zuschauer pro Saison in das Olympiastadion.
Nach den Olympischen Spielen 1972 und der Fußball-Weltmeisterschaft 1974 fanden neben den Ligaspielen des TSV 1860 und des FC Bayern zahlreiche internationale Endspiele mit dem FC Bayern, Spiele der Nationalmannschaft, Leichtathletikwettkämpfe sowie kulturelle und religiöse Veranstaltungen statt. Seit 1982 wird das Stadion für Konzertveranstaltungen genutzt und ist die größte Konzertbühne Münchens.
Im Jahr 2002 wurden im Olympiastadion die Leichtathletik-Europameisterschaften ausgetragen: Nachdem der Europäische Leichtathletikverband signalisiert hatte, dass Deutschland gute Chancen hätte, die Europameisterschaften auszurichten, zeigten Chemnitz und München Interesse. Die sächsische Landesregierung versagte allerdings Fördermittel, sodass Chemnitz 1995 seine Kandidatur zurückzog und die Meisterschaften nach München vergeben wurden. Für die Europameisterschaften wurden die Leichtathletikanlagen und die Bestuhlung erneuert.

### Umbaupläne und Auszug der Hauptnutzer
Bis in die 1990er Jahre galt das Olympiastadion aufgrund seiner Kapazität und Ausstattung als Deutschlands bestes Stadion, was der FC Bayern gegenüber der Ligakonkurrenz als Vorteil nutzen konnte. In den 1990er Jahren gewannen jedoch die Fernsehübertragungsrechte an Bedeutung, und die Stadiongröße geriet aus wirtschaftlicher Sicht in den Hintergrund. Als Folge der Hillsborough-Katastrophe von 1989 im englischen Sheffield veränderten sich zudem die Sicherheitsansprüche an Stadien.
Insbesondere nach der Fußball-Weltmeisterschaft 1990 in Italien, die in mehreren neuerbauten bzw. renovierten Stadien ausgetragen wurde, kam europaweit ein neues Leitbild moderner und komfortabler Stadien auf. In Deutschland galt das Olympiastadion zu Beginn dieser Entwicklung aufgrund seiner Ästhetik und der dort bereits frühzeitig vorhandenen VIP-Bereiche als eine Ausnahme. Das neue Leitbild war auch von der Nähe des Publikums zum Spielfeld geprägt, was im Olympiastadion durch die Laufbahn am Spielfeldrand nicht gegeben ist. Als Multifunktionsstadion wurde es nicht mehr den reinen Fußballansprüchen des FC Bayern München gerecht. Andere Vereine sanierten ihre Stadien und bauten sie zu reinen Fußballarenen um, so dass das Olympiastadion seine Stellung als modernstes Stadion Deutschlands verlor. Man befürchtete, dass es wegen der moderneren Arenen in Deutschland ins Hintertreffen geraten könnte. Neben der Laufbahn bemängelte die Vereinsführung die flach ansteigenden Ränge, durch die das Publikum noch weiter vom Spielfeldrand entfernt war, und die Halbüberdachung.
Die Urheberrechte und damit auch die Gestaltungsrechte am Stadion besaß bis zu seinem Tod Günter Behnisch. Er weigerte sich, einer Stadionmodernisierung zuzustimmen, sodass die Führungskräfte von Bayern München Anfang der 1990er Jahre erstmals über einen Stadionneubau nachdachten, was bei der Münchner Stadtverwaltung, die den Verfall des Olympiastadions befürchtete, auf Widerstand stieß. Der Verein bemängelte, dass im Olympiastadion vergleichsweise wenig Stimmung aufkomme. Als wesentliche Ursache wurde dessen Architektur angesehen. Aus Sicht des FC Bayern brachte das Olympiastadion gegenüber der Konkurrenz nun keinen Standortvorteil mehr.
Die Landeshauptstadt konnte als Eigner der Olympiapark München GmbH in den letzten Jahren, in denen die Arena als Fußballstadion genutzt wurde, jährlich etwa vier bis fünf Millionen Euro durch die Vermietung des Olympiastadions an Bayern München und den TSV 1860 erwirtschaften. Beide Vereine mussten zehn Prozent der Eintrittsgelder sowie einen pauschalen Anteil der Einnahmen aus der Vermarktung der Werbebanden als Miete zahlen. Trotz der Einnahmen verlor die Stadt durch die Instandhaltung der Olympiaanlagen in den letzten Jahren etwa zehn Millionen Euro jährlich.
Mitte der 1990er Jahre gewann die Diskussion an Intensität. Nach anfänglichem Widerstand des Architekten kam es im Herbst 1998 zu Kompromissvorschlägen für einen Umbau des Olympiastadions, die Behnisch zuvor nach Vorgaben des damaligen FCB-Managers Uli Hoeneß ausarbeitete. Sie sahen unter anderem eine Überdachung der Gegengeraden und eine Absenkung des Spielfelds vor. Dabei gab es Überlegungen, das Zeltdach abzubauen und im Berliner Olympiastadion wiederzuerrichten. Es folgten Diskussionen über den Umfang des Umbaus, gegen den Widerstand von Beteiligten und zahlreichen Münchner Bürgern aufkam. Der Umbau wurde auf 150 Millionen Mark veranschlagt, die neben der Stadt die Fußballvereine TSV 1860 und FC Bayern als Hauptnutzer tragen sollten. Inzwischen gab es auch bei Bayern München Widerstand gegen einen Umbau; so machte sich der damalige Vereinspräsident Franz Beckenbauer für ein gänzlich neues Stadion stark.
Nachdem im Juli 2000 die Fußball-Weltmeisterschaft 2006 an Deutschland vergeben worden war, forderte Beckenbauer, der spätere Präsident des WM-Organisationskomitees, erneut einen Neubau, damit München überhaupt als WM-Spielort berücksichtigt werden könne. Im Oktober 2000 einigte man sich jedoch auf ein von Behnisch ausgearbeitetes Konsensmodell. Allerdings kam es in der Bevölkerung zu Unmut: Die Initiative Bürgerbegehren Olympiastadion sammelte 40.000 Unterschriften, um einen Bürgerentscheid in die Wege zu leiten. Als Manfred Sabatke als Mitarbeiter des Behnisch-Büros daraufhin am 6. Dezember 2000 Zweifel an den Umbauplänen anmeldete, einigte man sich am 19. Dezember 2000 schließlich auf den Neubau eines Stadions. Im Oktober 2001 folgte ein Bürgerentscheid, bei dem sich fast zwei Drittel der Abstimmenden für einen Neubau aussprachen, der mit der Allianz Arena in Fröttmaning verwirklicht wurde.
Am 23. November 2004, im Jahr vor dem Auszug des FC Bayern München, spielte Maccabi Tel Aviv im Olympiastadion als erste israelische Mannschaft nach der Geiselnahme von 1972 in einem Champions-League-Gruppenspiel gegen den FC Bayern. Vor dem Spiel legte das Präsidium der Gastmannschaft zum Gedenken an das Attentat einen Gedenkkranz nieder. Das vorläufig letzte Fußballspiel des FC Bayern im Olympiastadion wurde am 14. Mai 2005 gegen den 1. FC Nürnberg ausgetragen. Bereits am 3. April 2005 hatte sich der TSV 1860 in einem Spiel gegen den 1. FC Köln verabschiedet.

### Fußballfreie Zeit
Um das Stadion auch nach dem Auszug des Profifußballs weiterzunutzen, suchte die Olympiapark München GmbH in Europa und Amerika bei anderen Großstadien Anregungen, die man umsetzen konnte. Zusätzlich wurde mit dem B.A.T.-Freizeit-Forschungsinstitut zusammengearbeitet, um Trends frühzeitig aufzugreifen. Es wurden Umfragen bei der Münchner Bevölkerung durchgeführt, Arbeitsgruppen im Haus sowie Projektgruppen mit Persönlichkeiten aus unterschiedlichen Bereichen gegründet.
Seit dem Umzug der Münchner Profifußballvereine wird das Olympiastadion hauptsächlich für Open-Air-Konzerte oder große Public-Viewing-Events genutzt. So gaben unter anderem Robbie Williams, Bon Jovi, AC/DC, U2 und Depeche Mode wiederholt Konzerte bei Tourneen. Im Jahr 2007 wurde das Olympiastadion temporär für den Motorsport umgebaut, als für den Stock-Car-Grand-Prix, der am 5. Mai 2007 erstmals in Europa stattfand, die Oberfläche mit Kies und Teer überzogen wurde. Im Jahr 2011 ließ der Betreiber die Oberfläche des Stadions für die DTM erneut in eine Rennstrecke umfunktionieren. Im Jahr 2012 wurde schließlich die gesamte Oberfläche für den Motorsport asphaltiert und mit Kunstrasen bedeckt.
Im Jahr 2009 bewarb sich München für die Olympischen Winterspiele 2018. Dabei sollte das Olympiastadion abermals als Ort für die Eröffnungs- und Schlussfeier dienen. Der IOC gab jedoch am 6. Juli 2011 der südkoreanischen Stadt Pyeongchang den Vorzug. Eine nochmalige Bewerbung für die darauffolgenden Olympischen Winterspiele, bei dem die Eröffnungs- und Schlusszeremonie erneut im Münchner Olympiastadion geplant waren, wurde nach einer Bürgerbefragung im November 2013 nicht weiter verfolgt.
Ende 2009 stellten Techniker fest, dass der obere Betonrand der Haupttribüne marode und baufällig geworden war und ohne zeitnahe Sanierung Einsturzgefahr bestand. Im April 2010 begannen mit dem Einrüsten des Nordteils der Tribüne die Sanierungsarbeiten. Dabei wurde der marode Beton am Rundbalken mit Hilfe eines speziellen Gerüsts abgetragen, zerkleinert und durch ein schräges Schienensystem nach unten transportiert. Gleichzeitig wurde die Fläche erneuert. Im November 2011 waren die Instandhaltungsarbeiten abgeschlossen. Die Sanierung soll etwa 10,7 Millionen Euro gekostet haben.
Nachdem im Jahr 2014 die Bayern-Kaserne nach einer Flüchtlingswelle als Unterkunft überfüllt war, wurde ab dem 17. Oktober 2014 der VIP-Bereich des Olympiastadions kurzzeitig mit Flüchtlingen belegt. Es bestand ein Fassungsvermögen für 180 Personen. Auch im Folgejahr, als sich der Flüchtlingsstrom zur europaweiten Flüchtlingskrise zuspitzte, wurde über eine erneute Unterbringung von Flüchtlingen im VIP-Bereich des Olympiastadions diskutiert.
Am 20. Januar 2015 beschloss der Wirtschaftsausschuss der Landeshauptstadt München, das Olympiastadion für rund 76 Millionen Euro grundzusanieren. Alternative Lösungen, das Stadion statt der Komplettsanierung für 15 bis 25,5 Millionen Euro als Museum herzurichten und nur die nötigsten Sanierungsarbeiten durchzuführen beziehungsweise für kalkulierte 42 bis 52 Millionen Euro mit einer Teilsanierung zumindest noch für Open-Air-Konzerte bespielbar zu machen, wurden abgelehnt. Diese Lösung hätte bei Veranstaltungen zusätzliche Containerbauten und Zelte unter anderem zum Umkleiden erfordert, da die Sanierung der Innenräume unterblieben wäre. Josef Schmid, zweiter Bürgermeister Münchens, leitete die Entscheidung für die Komplettsanierung in die Wege. Nach anfänglicher Ablehnung der SPD im Dezember 2014, auch den Innenraum zu sanieren und stattdessen das Stadion für bis zu 52 Millionen Euro teilzusanieren, entschied sich die Partei doch für die Komplettsanierung, da ansonsten die Konzerteinnahmen der Olympiapark München GmbH für externe Containerbauten hätten verwendet werden müssen. Mit den weitreichenden Sanierungs- und Umbauarbeiten am Olympiastadion soll die Arena auch für Veranstaltungen zur Verfügung stehen können, die bisher nicht möglich waren. Die Sanierung des Stadions soll ein Teil der Gesamtsanierung des Olympiageländes sein. Neben der Betriebstechnik und dem Brandschutz sind im Stadion umfassende kosmetische Reparaturen vorgesehen.
Im April 2015 schlug Münchens dritte Bürgermeisterin Christine Strobl vor, im Zuge der Sanierungsarbeiten in das Olympiastadion ein Museum zum Thema Olympische Spiele 1972 zu integrieren, in dem auch das Attentat auf die israelische Mannschaft veranschaulicht wird. Die Pläne wurden von der SPD-Stadtratsfraktion unterstützt. Ebenfalls gab es Überlegungen, das Rockmuseum, das im Olympiaturm untergebracht ist, in das Olympiastadion zu verlegen. Im weiteren Jahresverlauf brachte neben der SPD-Fraktion im Münchner Stadtrat auch die Stadtratsfraktion Bürgerliche Mitte aus Freien Wählern und der Bayernpartei Anträge ein, ein Olympiamuseum mit dem Stadion als Mittelpunkt einzurichten.
Ende 2016 entschied die Olympiapark München GmbH, das Stadion im Frühjahr 2017 wieder mit Naturrasen zu bedecken. Nachdem die DTM-Veranstaltungen sowie die 100-Jahr-Feier von BMW vorüber waren, war die Asphaltfläche aus denkmalschutzrechtlichen Gründen nicht länger vertretbar. Im April 2017 wurden die Begrünungsarbeiten beendet.

### Erneute Nutzung als Fußballstadion
Nach dem Aufstieg von Türkgücü München in die 3. Liga zur Saison 2020/21 ergab sich hinsichtlich des Stadions an der Grünwalder Straße die Problematik, dass gemäß der Statuten des DFB als Veranstalter der 3. Liga keine drei Vereine in einem Stadion spielen durften. Der TSV 1860 und die Amateurmannschaft des FC Bayern als jahrzehntelange Nutzer der Giesinger Spielstätte waren jedoch nicht bereit, ihren Spielort zu wechseln, sodass Türkgücü dem Verband gar Stadien in Würzburg und Burghausen als mögliche Spielstätten benannte. Es wurde eine Einigung getroffen, dass Türkgücü einige Spiele im Stadion an der Grünwalder Straße und nach Genehmigung durch die Stadt bis zu acht Heimspiele im Olympiastadion austragen darf. Somit fand am 10. Oktober 2020 mit dem Heimspiel von Türkgücü gegen den SV Wehen Wiesbaden, abgesehen vom Champions-League-Finale der Frauen im Jahr 2012, das erste Fußballspiel seit dem 14. Mai 2005 im Olympiastadion statt. Aufgrund der COVID-19-Pandemie wurde die Begegnung, wie auch die weiteren, jedoch als Geisterspiel ausgetragen.
Anfang Juli 2021 beschloss der Münchner Stadtrat für Sommer 2021 den erneuten Einbau einer Rasenheizung und für Sommer 2022 den Einbau einer LED-Flutlichtanlage. Die Maßnahme erfolgte auch vor dem Hintergrund, dass das Olympiastadion bei einem größeren Umbau des Stadions an der Grünwalder Straße als Alternative zur Verfügung stehen sollte. Während des Wiedereinbaus der Rasenheizung und der Verlegung des Rasens absolvierte Türkgücü die ersten vier Heimspiele der Saison 2021/22 im Grünwalder Stadion und zog zum 10. Spieltag in das Olympiastadion um. Die restlichen elf Heimspiele trug der insolvente Verein bis zur Einstellung des Spielbetriebs im März 2022 im Olympiastadion aus.
Im März 2022 beschloss der Münchner Stadtrat die Sanierung des durchsichtigen Zeltdachs. Die Kosten dafür werden auf 84 Millionen Euro geschätzt. Türkgücü spielte ab der Saison 2022/23 wieder in der Regionalliga Bayern und durfte zwölf Heimspiele an der Grünwalder Straße austragen. Für die übrigen Spiele wurde das Stadion in Fürstenfeldbruck in Betracht gezogen, jedoch verweigerte der Fürstenfeldbrucker Stadtrat seine Zustimmung. Als Ausweichstadion wurde letztendlich erneut das Olympiastadion gemeldet. Türkgücü trug allerdings kein Spiel mehr im Olympiastadion aus und meldete im November 2022 den Sportpark Heimstetten als Ausweichstadion.

## Architektur und Ausstattung

### Konzept
Der Architekt Günter Behnisch wollte mit dem Olympiastadion eine Sportstätte im Stil der „demokratischen Architektur“ errichten, bei der schwächere Bauelemente von stärkeren gestützt werden. An der Umsetzung des Olympiaparks waren zahlreiche Architekten und Ingenieure beteiligt, wobei Behnisch die Führung über die Realisierung des gesamten Geländes hatte. Als Kontrast zu den Olympischen Spielen von 1936 und dem Reichssportfeld in Berlin wurden weder Podeste noch Säulen errichtet. Man war bemüht, Axialen zu vermeiden. Durch den alles überragenden Olympiaturm nahe dem Stadion konnte die Monumentalität der Sportstätte relativiert werden. Anders als das Berliner Olympiastadion, das auf manchen Betrachter bedrückend wirken kann, sollte das Olympiastadion in München für Individualismus, Offenheit, Transparenz und für die „erblühende“ Demokratie stehen. Durch die Bauten für die Olympischen Spiele wollte sich die Bundesrepublik den anderen Ländern als ein menschliches und liberales Land zeigen, in dem gleichberechtigt gewetteifert wird. Behnisch strebte an, Zäune und Mauern so weit wie möglich zu vermeiden. Zudem vertrat er das Ideal, dass die Anlagen ohne Eintrittsgelder und -kontrollen als Zeichen einer klassenlosen Gesellschaft betretbar sein sollten. Allerdings konnte dies nicht realisiert werden, da sonst die Finanzierung der Anlagen nicht möglich gewesen wäre. Später formulierte Behnisch seine Intention:

„Wir wollten nicht die anonyme, die dumpfe Masse. Für uns war das Individuum ganz wichtig, das sich in seinem Handeln frei fühlt und doch aufgehoben ist in einer großen Gemeinschaft. […] Die Kunst [war], unter großen Zwängen etwas Ungezwungenes zu bauen.“

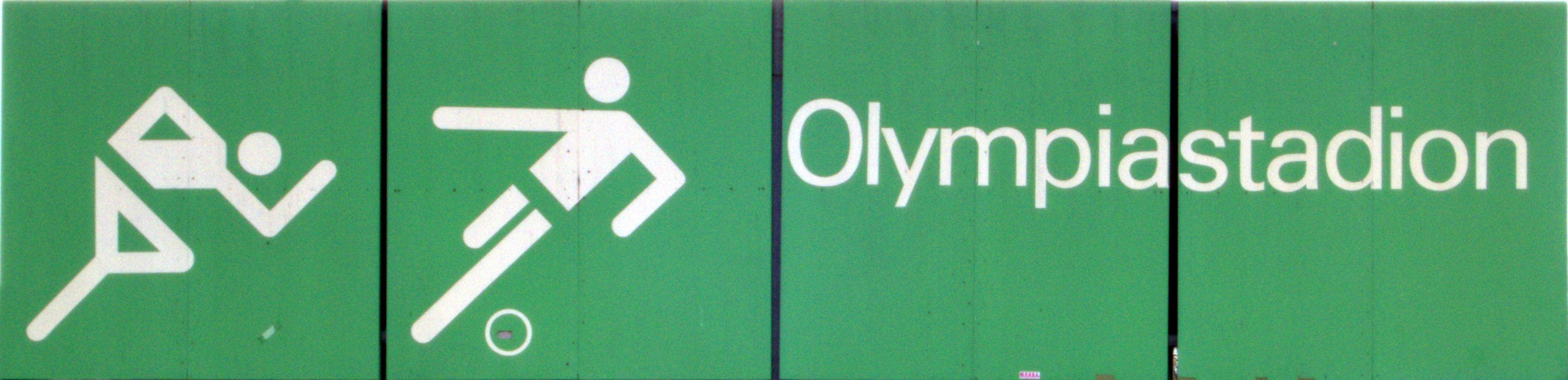
Piktogramm und Schriftzug für das Olympiastadion

Weil man davon ausging, dass ein reiner Hochbau als zu imposant gegenüber dem restlichen Areal empfunden worden wäre, ist das Stadion zu etwa zwei Dritteln ein Erdstadion und nur zu einem Drittel ein Hochbau. Als Vorbilder dienten das Stadion Śląski in Chorzów sowie das Metalist-Stadion in Charkiw. Das Spielfeld liegt aber nur knapp fünf Meter unterhalb des ursprünglichen Geländeniveaus. Der Effekt eines Erdstadions entsteht dadurch, dass das Stadion in die künstliche Hügellandschaft des Olympiaparks eingebettet ist, die im Norden, Osten und Süden an das Stadion angeschüttet ist. Auf der Westseite unter dem Zeltdach steigt die als Betonschale errichtete Tribüne auf. Als Material zur Aufschüttung wurde der Aushub von den unterirdischen U-Bahn Tunnel verwendet.
Wie bei den anderen Bauten im Olympiapark konnten so der Besucherverkehr und der Funktionsverkehr auf unterschiedlichen Ebenen und berührungsfrei abgewickelt werden. Besucher betreten das Stadion über vier Eingänge auf der Höhe des oberen Rands der Wanne. Lieferanten, Akteure, VIPs und Pressevertreter können auf der Westseite von der unteren Ebene des Parks die Einbauten der Haupttribüne erreichen oder durch das Marathontor im Nordwesten den Innenraum des Stadions befahren.
Besonders das durchsichtige, scheinbar schwebende olympische Zeltdach sollte für „Transparenz und Leichtigkeit“ stehen und war damit wesentlicher Bestandteil des Konzepts der „heiteren Spiele“. Für dieses Konzept wurden nach Planungen, an denen Otl Aicher maßgeblich beteiligt war, kräftige Farbtöne durch Pastellfarben ersetzt. Die hellen Blautöne waren die offiziellen Farben der Spiele, der hellgrüne Zuschauerbereich und Piktogramme dienten der Orientierung. Das Multifunktionsstadion wird mit je einem skizzierten Leichtathleten und einem Fußballspieler symbolisiert. Das Zeltdach, das verschiedene Sportstätten miteinander verbindet, war Sinnbild für das Motto der „Spiele der kurzen Wege“. Wie die anderen Sportstätten im Olympiapark wurde das Olympiastadion nicht als Einzelbauwerk, sondern als Teil der gestalteten Landschaft konzipiert. Gemeinsam mit dem Landschaftsarchitekten Günther Grzimek wurde das Stadion in einen Landschaftspark eingebettet, wodurch das Motto „Spiele im Grünen“ erfüllt war. Durch die Bepflanzung bis an den Stadionrand sollte sich das Stadion visuell in die grüne Landschaft einfügen. Das Stadion, die Halle und die Schwimmhalle fügen sich aufgrund ihrer Einmodellierung mit einer jeweiligen Langseite in die Geländeaufschüttung der Nachkriegszeit „quasi-natürlich“ in die Landschaft ein und erscheinen wie Täler in der Hügellandschaft des Olympiaparks. Durch die „bewegte Gestalt“ der Zeltdachkonstruktion erinnert sie an „naturhafte Haufenformen“.
Mit der Architektur sollte die Atmosphäre Münchens als Stadt der Musen und der Künste wiedergegeben und damit den Olympischen Spielen ihr ursprünglicher Sinn und Inhalt verliehen werden. Trotz des notwendigen Ausmaßes der 18.000 Quadratmeter großen Arena sollte das menschliche Maß gewahrt bleiben.

### Oberfläche
Das Olympiastadion ist ein Multifunktionsstadion, dessen Spielfeld von einer Rundlaufbahn umgeben wird, die eine Länge von 400 Metern hat und über acht Bahnen verfügt. Die Laufbahn bestand ursprünglich aus Rekortan. Das Material wurde als gleichwertig mit dem üblicherweise verwendeten Tartan angesehen, wobei Rekortan ein deutsches und Tartan ein US-amerikanisches Produkt ist. Die Laufbahn erhielt genauso wie die Sprungbahnen Decken aus Kunststoff. Sie wurde im Vorfeld der Leichtathletik-Europameisterschaften 2002 erneuert. Ferner verfügt das Olympiastadion über Weit- und Dreisprunganlagen sowie Anlagen für Hochsprung, Stabhochsprung, Diskus-, Hammer-, Speerwurf und Kugelstoßen.

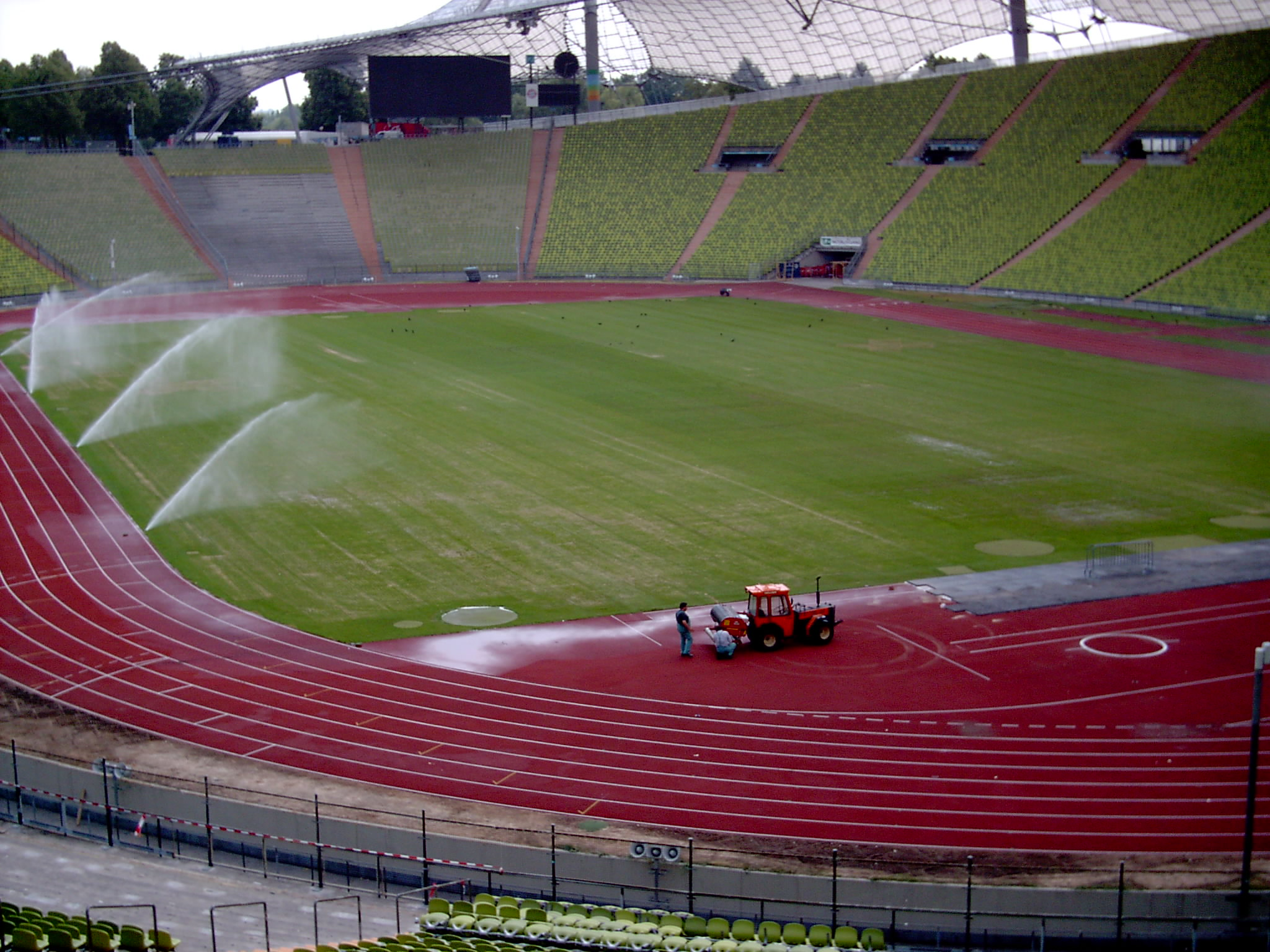
Künstliche Beregnung des Spielfelds

Das Spielfeld misst 105 mal 68 Meter und war damit das erste Fußball-Bundesligastadion in Deutschland mit den Maßen einer als Elitestadion klassifizierten Fußballarena. Als sich das Stadion im Bau befand, erkannten die Sportverbände eine Kunststoffoberfläche anstelle von Naturrasen auf dem Spielfeld nicht an. Der Grund war, dass beim bis dahin entwickelten Kunstrasen bei Stürzen eine erhebliche Verletzungsgefahr bestand. Im Gegensatz zu natürlichem Rasen enthielt er keine Feuchtigkeit und konnte rasch zu Verbrennungen führen. So wurde Naturrasen für das Spielfeld verwendet. Als noch regelmäßig Fußball im Olympiastadion gespielt wurde, bestand die Spieloberfläche aus der Sportrasenmischung Typ RSM 3.1. Diese bestand aus 60 Prozent Lolium perenne und 40 Prozent Poa pratensis. Für Fußballspiele wurde der Rasen auf die Höhe von 2,8 Zentimetern gemäht. Das Stadion war außerdem durch den Einbau eines 19 Kilometer langen Kunststoffröhrensystems das erste deutsche Stadion, das über eine Rasenheizung verfügte. Die Heizung unter dem Gras konnte die Wachstumsperiode des Naturrasens verlängern und geringe Schneemengen schmelzen. Durch eine automatische Beregnungsanlage konnte der Rasen bewässert werden.
Zwischen dem Rasen und der Heizung befand sich eine zehn Zentimeter dicke Tragschicht. Diese überdeckte eine vier Zentimeter dicke, sandige Ausgleichsschicht, die über einer sieben Zentimeter dicken Filterschicht lag. In ihr befand sich die Rasenheizung, die im Bedarfsfall durch 27 Grad Celsius warmes Wasser, das durch 16 Zentimeter dicke Rohre floss, die Spieloberfläche erwärmen konnte. Sie wurde im Bedarfsfall bereits Tage vor einem Fußballspiel eingeschaltet. Um die Temperatur des Bodens zu ermitteln, wurden vier Messpunkte in 6 und 15 Zentimeter Tiefe installiert. Zwischen der Filterschicht und dem Schotterboden befand sich eine 70 Zentimeter dicke Drainagekiesschicht, die vor Überschwemmungen schützen sollte. Die Spielerbänke hatten eine Sitzheizung.
Damit bei Leichtathletik-Wurfwettkämpfen die Weiten korrekt gemessen werden konnten, hatte der Rasen nicht die auf Fußballspielfeldern übliche leichte, zur Seitenlinie abgesenkte Wölbung, sondern war völlig eben. Dies erwies sich für den Ablauf des Regenwassers vor Fußballspielen als problematisch. Bei einer geplanten Umbaumaßnahme in den 1990er Jahren sollte das Spielfeld um zweieinhalb Meter abgesenkt werden.

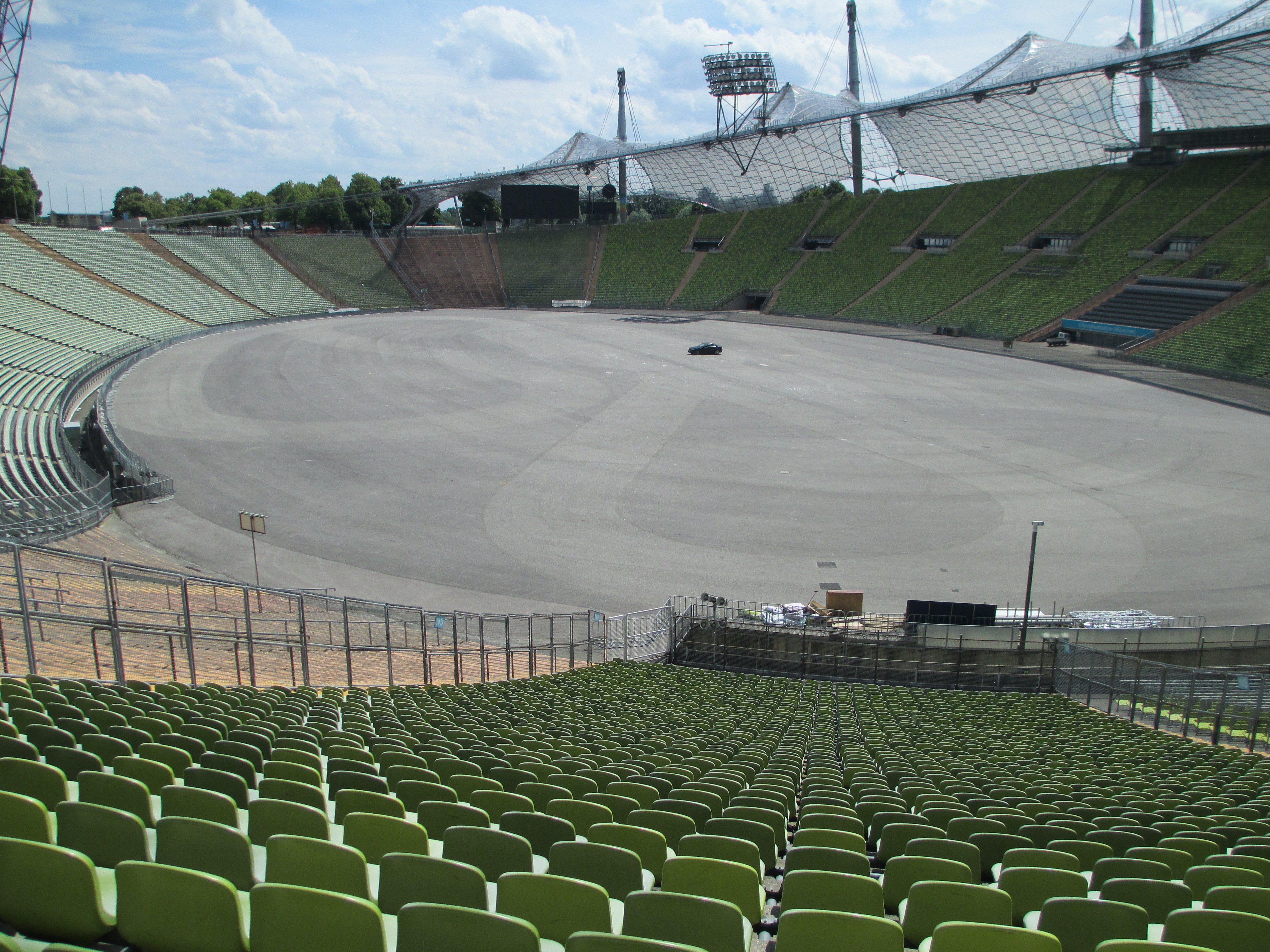
Asphaltierte Oberfläche

Zwischen 2012 und 2017 bestand die Oberfläche komplett aus Kunstrasen, der auf für Autorennen eingebrachten Asphalt lag. Nach dem Champions-League-Finale der Frauen 2012 wurden der Rasen und die Laufbahn ähnlich wie bereits im Vorjahr mit 9.000 Kubikmeter Asphalt für die DTM-Meisterschaften überdeckt. Der Naturrasen muss bei Konzerten stets mit einem Holzboden abgedeckt werden. Je nach Witterung wird dabei der Rasen in Mitleidenschaft gezogen. Deshalb entschied sich die Olympiapark München GmbH, den Kunstrasen auf dem Asphalt zu verlegen. Auch die Rasenheizung wurde entfernt und wurde bei der erneuten Einsetzung des Naturrasens nicht wiedereingebaut.
Die Laufbahn bestand währenddessen aus farbigem Asphalt mit aufgemalten Linien, der für den Leichtathletiksport ungeeignet war. Durch diese Maßnahme konnten Lastkraftwagen mit einem Gewicht von bis zu 40 Tonnen ohne zusätzliche Umbauarbeiten in der Arena fahren. Für die Leichtathletikwettbewerbe der European Championships 2022 wurden die Sportflächen erneuert, die Laufbahnen wurden völlig neu angelegt.

### Innenraum
Dank der Konstruktion als Erdstadion betritt der Besucher das Stadion am oberen Rand und erhält dadurch einen raschen Überblick über den Raum und das Geschehen in der Arena. Die Funktionsräume befinden sich in den Ebenen darunter, fast alle im Inneren der Westtribüne. Im Norden, Osten und Süden sind lediglich Toiletten unterhalb des Zugangsniveaus eingebaut. Sie sind durch den sogenannten WC-Ring, einen 600 Meter langen und ein Meter breiten Tunnel, miteinander verbunden. Dieser beginnt unter Block X im südlichen Teil der Haupttribüne, verläuft unter der südlichen Anzeigetafel vorbei unter der Gegengeraden in der Nordkurve bis unter den Block C. Der Tunnel verhilft dem Stadionpersonal, rasch von einem Ort zum anderen zu gelangen.
Das Innenleben der Westtribüne hat vier Stockwerke. Die Spielerkabinen für Mannschaftssportarten in Ebene 4 verfügen über einen abgetrennten Massageraum und ein Entmüdungsbecken. Zwischen Spielerkabine und Rasenoberfläche befindet sich eine Mixed-Zone für Spielerinterviews, die sich in den letzten Jahren, in denen Fußball im Olympiastadion gespielt wurde, als zu klein erwies.
Über der Spielerkabine, liegen auf Ebene 3 die Räume für die Technik. Ursprünglich waren das eine Datenverarbeitungsanlage sowie die Zentralen für Heizung, Lüftung und Elektrizität. Zum Innenleben des Olympiastadions gehörten anfangs auch Werkstätten und Fußballmagazine, später kam eine Polizeiwache hinzu. In derselben Ebene befindet sich die Umkleidekabine des Sicherheitspersonals sowie die Lieferzone für Service- und Lieferfahrzeuge der Gastronomie.
Auf der zweiten Ebene befinden sich Umkleideräume, ein Sportverbandsbüro sowie Rundfunk- und Fernsehräume. Der Warte- und Appellraum ist durch einen Tunnel mit der Werner-von-Linde-Halle im Westen verbunden, die während der Olympischen Spiele zum Aufwärmen der Athleten benutzt wurde.
Die Ebene 1 entspricht dem Niveau der Straßenzufahrt und der Parkplätze. Hier befindet sich im Nordwesten das Große Marathontor, das zugleich die zentrale Zufahrt des Stadioninneren ist. Ihm sind in der Tribüne Abstellflächen für TV-Produktionsfahrzeuge und den Sanitätsdienst zugeordnet. Lange Zeit lag neben dem Marathontor die Wohnung des Stadionhausmeisters; heute ist dort die Zentrale des Olympiastützpunktes Bayern untergebracht. Dazu gehört auch der ehemalige „Gesundheitspark“ mit Gymnastikräumen, einer Sauna, einem Dampfbad, einem Vortragsraum und einer Cafeteria.

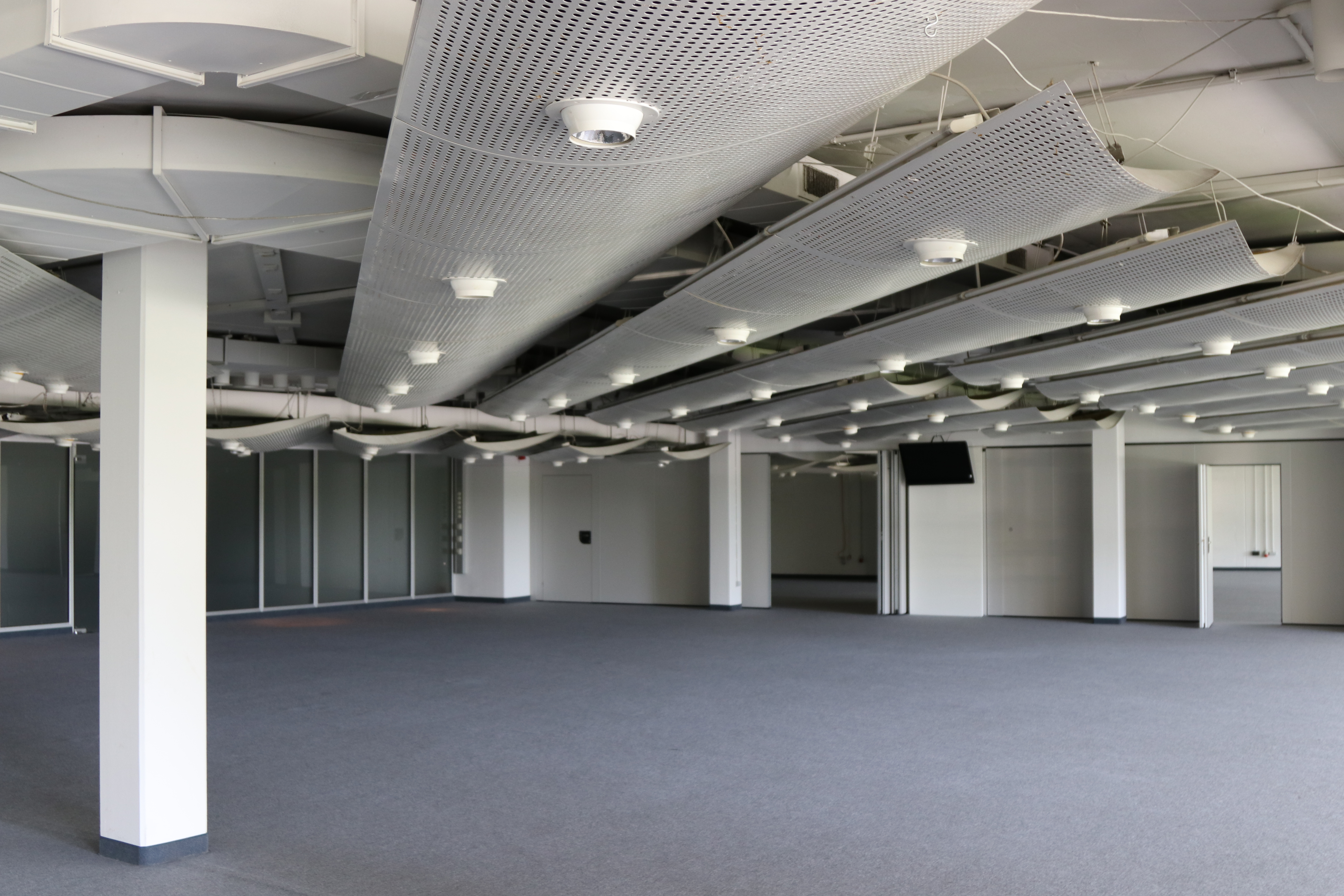
VIP-Lounge auf Ebene 1

Nach Süden schließt sich der VIP-Bereich an, zu dem auch die als Pressezentrum genutzten Räume gehören. Er hat 1.610 m² und ist in sechs einzelne Räume unterteilt. Sie werden durch einen zentralen Eingang zur Zufahrt erschlossen, hinter dem ein Foyer liegt. Geradeaus geht es in derselben Ebene stufenlos zum VIP-Block der Tribüne. Rechts des Eingangs liegt eine Lounge, die bei Spielen des FC Bayern den Sponsoren der sogenannten Classic- und Premium-Kategorie zur Verfügung stand. Die hinteren Räume dieses Flügels dienten für Pressekonferenzen und wurden als großzügig empfunden. Diese Räume sind durch einen Fahrstuhl von den Kabinen aus erreichbar, die drei Ebenen tiefer liegen. Kritisiert wurde jedoch das niedrige Fördergewicht des Aufzugs. Deshalb blieb er häufig stecken und Personen, auch Sportler, waren teilweise mehrere Stunden darin eingesperrt. Links des Eingangs befindet sich der allgemeine VIP-Bereich, bereits seit der Eröffnung 1972 mit einer Klimaanlage ausgestattet. Zum Ehrengastbereich gehören eine eigene Küche, vier Thekenbereiche, mehrere temporär nutzbare Büros und diverse Nebenräume.
Südlich des Ehrengastbereichs folgt ein weiterer Komplex, der an das Produktions- und Eventunternehmen einer jährlichen Großveranstaltung im Stadion vermietet ist. Daran schließt sich die zweite Zufahrt zum Stadioninnenraum an, die auch als Eingang für Rollstuhlfahrer genutzt wird, die zur Rasenebene wollen.
Der tiefste Punkt des Olympiastadions liegt knapp fünf Meter unter dem Spielfeld mit einer Anlage zur Regulierung des Grundwassers; ansonsten ist das Stadion nur geringfügig unterkellert.
Die aus Stahlträgern montierte, zweigeteilte Regiekanzel befindet sich über Block Z im Zentrum der Haupttribüne 33 Meter über dem Spielfeld. Sie ist über eine Rampe zu erreichen. Von der südlichen Regiekanzel aus wurden ursprünglich die Veranstaltungen kommentiert; später wurden die Plätze der Kommentatoren in den oberen VIP-Bereich verlegt; die Kanzel blieb weitestgehend ungenutzt. Die nördliche Regiekanzel benutzte die Polizei allerdings bei Fußballspielen zur Überwachung der Zuschauerblöcke. Von dort aus betreuten Mitarbeiter der Olympiapark München GmbH auch die technischen Anlagen. Unterhalb der südlichen Regiekanzel befindet sich die einzige Lounge des Stadions, die Aussicht auf das Spielfeld bietet und für maximal 25 Personen ausgerichtet ist. Sie war bei Fußballspielen ausschließlich Sponsoren der Olympiapark München GmbH vorbehalten.
Das Olympiastadion verfügt über neun Kiosk- und Gastronomiebetriebe. Neben Kiosken und Restaurants wurden unter der Westtribüne Sanitätsstationen, Telefonzellen und ein Postamt eingerichtet.

### Tribünen und Zuschauerraum

Stadionplan
Gelb: Treppe, Grün: Plätze, Hellgrün: Rasen, Orange: Laufbahn

Die Außenseiten der Tribünen haben eine Längsachse von 260 und eine Querachse von 250 Metern. Damit hat das Olympiastadion eine fast kreisrunde Form um das Spielfeld. Die maximale Entfernung zwischen Tribüne und Spielfeld beträgt 195 Meter. Architekturbedingt kann es auf den Oberrängen bis zu zwei Grad Celsius kühler sein als auf dem Spielfeld. Die bis zu 88 Tribünenreihen haben eine Breite von 0,8 Metern. Die Sichtlinien des sitzenden Publikums sind um 12,5 Zentimeter, die der stehenden Zuschauer um 4 Zentimeter überhöht. Damit steigen die Ränge relativ flach nach oben an.
Nach den ursprünglichen Plänen sollte das Stadion über 80.870 Plätze, davon 46.306 Sitzplätze, 33.583 Stehplätze und 981 gesonderte Plätze für Ehrengäste, Medien und Schwerbehinderte haben. Nach offiziellen Angaben beschränkte sich die Kapazität jedoch auf 77.839 Plätze. Für die Olympischen Spiele konnte das Stadion durch eine Zusatztribüne im Bereich der Nordkurve weiteren 5.000 Zuschauern Platz bieten. Auch zur Weltmeisterschaft 1974 wurde eine Zusatztribüne in Form einer Stahlrohrkonstruktion hinter der Gegengeraden bereitgestellt. Sie wurde in der Nordkurve ergänzt und die Stadionkapazität konnte damit auf 80.000 Plätze erhöht werden.

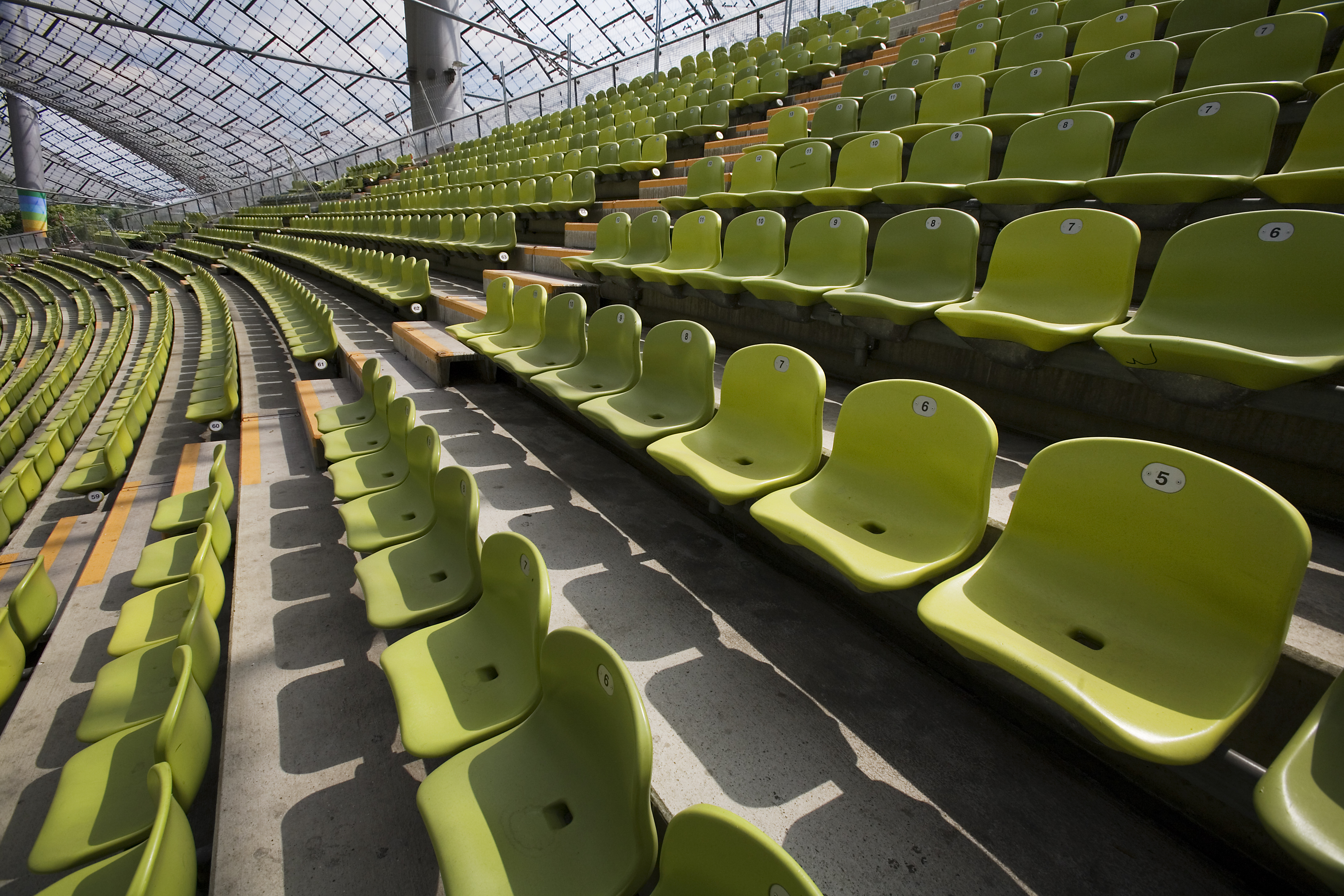
Bestuhlung

Für die Arena wurden insgesamt 57.322 Kubikmeter Beton und 5.942 Tonnen Stahl verbaut. Ursprünglich wurden auf den Rängen 45.073 flache Sitzschalen eingebaut, in pastellgrüner Farbe, um das Motto der „Spiele im Grünen“ zu verdeutlichen. Außerdem sollte sich die Arena damit visuell in die grüne Landschaft einfügen. Für die Leichtathletik-Europameisterschaften 2002 wurde die Bestuhlung erneuert und mit Rückenlehnen ausgestattet. Damit wurde einer neuen Richtlinie der UEFA entsprochen. Etwa 43.000 Plätze waren zu Beginn überdacht. Die Zuschauerblöcke waren durch Plexiglas-Scheiben voneinander getrennt, die jedoch vor den Leichtathletik-Europameisterschaften 2002 entfernt wurden. Die Einteilung der Zuschauerblöcke von A bis Z im Uhrzeigersinn beginnt an der Haupttribüne. Zusätzlich wurde auf der Haupttribüne von 1 bis 4, beim Block Y bis 8, ansonsten von 1 bis 2 durchnummeriert. Zwischen E2 und J2 sowie zwischen Q2 und V1 waren ursprünglich die Stehplätze angeordnet; unterhalb der Ränge Z2 und Z3 befindet sich die VIP-Lounge.
Zur Fußball-Europameisterschaft 1988 wurde ein Teil der Stehplätze in Sitzplätze umgewandelt, wodurch sich die Kapazität von 78.000 auf 69.466 Plätze reduzierte. Im Jahr 1990 wurden die nicht überdachten Stehplätze in den Blöcken H2 bis J2 im Norden und Q2 bis S1 im Süden durch Sitzplätze ersetzt, sodass die Kapazität auf 72.447 Plätze sank. Bis 1995 wurden auch die restlichen Stehplätze in Sitzplätze umfunktioniert; damit wurde eine weitere neue Richtlinie der UEFA für Fußballspiele im internationalen Wettbewerb umgesetzt wurde. Die Kapazität sank nochmals auf 63.613 Plätze. Zur Saison 1996/97 hatte das Olympiastadion mit 58.066 die meisten Sitzplätze eines deutschen Stadions. Da jedoch aufgrund der Bandenwerbung in den untersten Reihen die Sicht behindert war, wurden in der Regel nie mehr als 64.000 Karten verkauft. In den späten Jahren, in denen im Stadion Fußball gespielt wurde, war es ein reines Sitzplatzstadion. Nachdem bei internationalen Spielen keine Stehplätze mehr verkauft werden durften, wurden die Stadionränge vollständig bestuhlt. In den Tribünen der Nord- und Südkurve, die gegenüber der Ost- und Westtribüne am oberen Ende abgesenkt sind, wurden auf einzelnen Rängen auch Klappsitze installiert, die bei internationalen Fußballspielen aufgeklappt wurden. So können sie je nach Anlass als Steh- oder Sitzplätze verwendet werden. Heute verfügt das Stadion über ein Fassungsvermögen von 63.118 Besuchern bei Sportveranstaltungen und 77.337 Besuchern bei Konzerten. Für Rollstuhlfahrer stehen bei Sportveranstaltungen 60 und bei Konzerten 100 Plätze zur Verfügung.
Das Olympiastadion München war das erste Stadion Deutschlands, das über einen VIP-Bereich verfügte. In diesem Bereich, gelegen im Inneren der Haupttribüne, befinden sich zudem diverse Lounges. An der Tür zwischen Außen- und Innenbereich sind an der Außenseite am oberen Türrahmen Heizstrahler installiert. In der Mitte der Haupttribüne im Westen gibt es einen besonders komfortablen Bereich mit besseren Sitzen, Teppichboden und mehr Beinfreiheit, der bei den Olympischen Spielen für IOC-Mitglieder und Staatsmänner vorgesehen war. In den 1990er Jahren war als Teil der verworfenen Stadionmodernisierung vorgesehen, die Plätze in den VIP-Logen auf 600 zu erweitern. Zudem sollte die Zahl der Sitzplätze auf rund 70.000 erhöht und die Haupttribüne um einen dreistöckigen Anbau mit Pressezentrum und Gastronomiebetrieb erweitert werden.
Auf der Westtribüne wurden 927 Pressearbeitsplätze eingerichtet, die alle mit Tisch, Steckdosen, Fernsehgerät und Telefonanschluss ausgestattet sind. Das Stadionpressezentrum, in dem sich ein Schreibraum, ein Interviewraum und ein Informationsbereich befinden, misst 1200 Quadratmeter. Auf der gegenüberliegenden Seite, hinter der Osttribüne bei Block M, wurden die Installationen für das olympische Feuer verbaut. Seit Mai 2012 stehen dort auch 22 Fotostelen, die einen Überblick von der Idee der Bewerbung über die Umsetzung der olympischen Bauten bis zu den Olympischen Spielen 1972 geben.

### Beleuchtungen und Anzeigetafeln

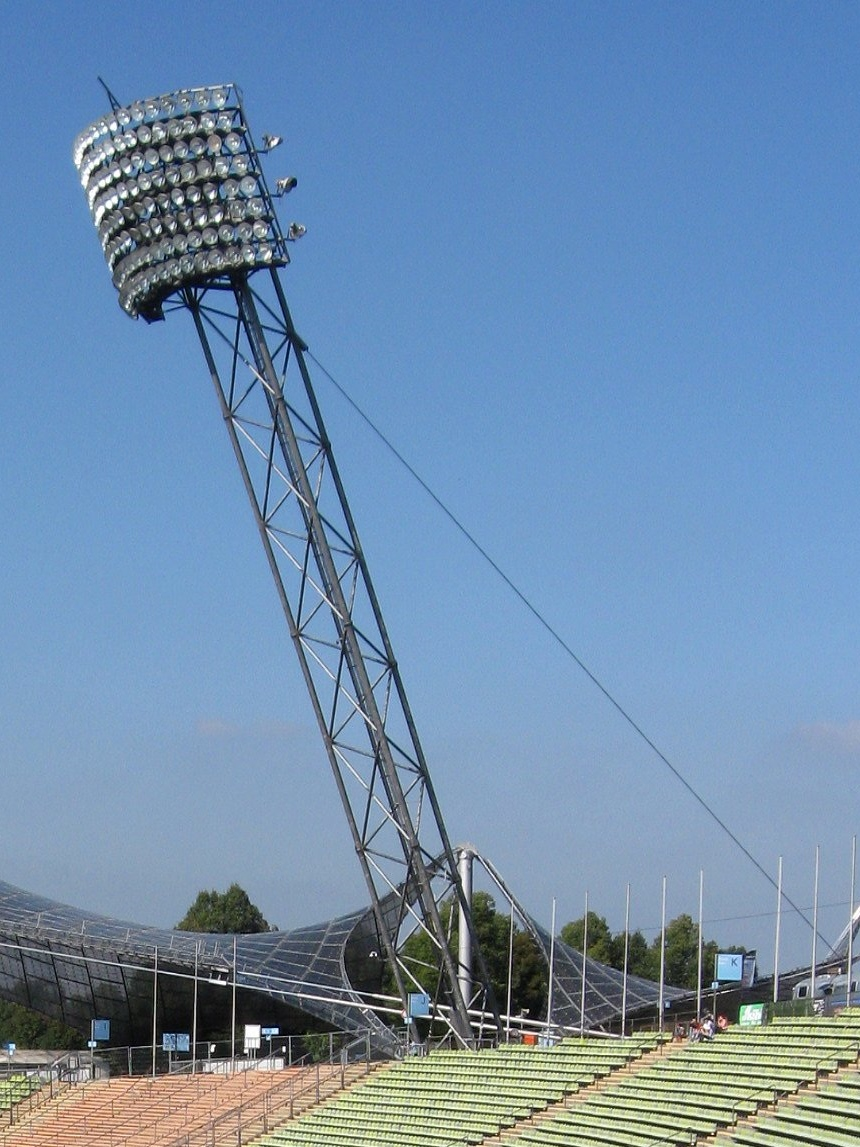
Flutlicht

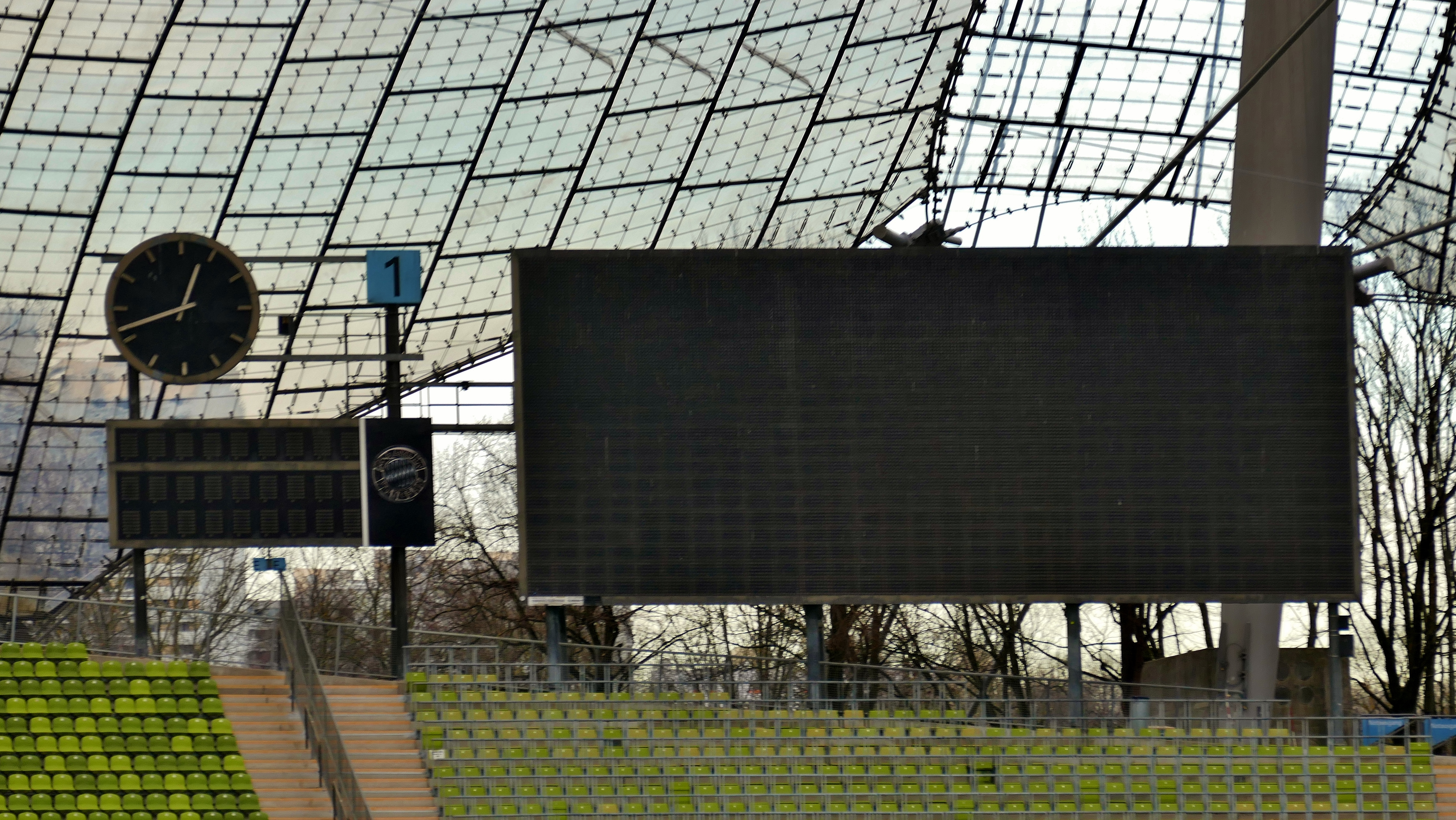
Anzeigetafel

Das Olympiastadion verfügt über Flutlicht, das durch acht Transformatoren gespeist wird. Es benötigte aus Sparsamkeitsgründen fünf Minuten, bis es seine vollständige Leuchtkraft entfaltet. Die Flutlichter sind an zwei Masten an der Osttribüne befestigt und hatten eine Beleuchtungsstärke von je 1.875 Lux. Zusätzlich gibt es zwei Flutlichtbatterien auf dem Randseil des Stadiondachs sowie sechs kleinere auf der Westseite des Stadions unter dem Zeltdach. In den vier Batterien befinden sich insgesamt etwa 550 Scheinwerfer. Diese Halogen-Metalldampflampen hatten jeweils einen Radius von 40 Zentimetern. Die Leuchtkraft entsprach den Anforderungen des Farbfernsehens, indem das Licht weitgehend der Farbtemperatur vom Tageslicht entspricht. Die Flutlichtanlage hatte, vertikal gemessen, eine Lichtfarbe von 6.000 Kelvin. Damit können die Kameraleute auch bei Veranstaltungen in der Nacht Tageslichtfilm verwenden. Bis in die 1990er Jahre war das Olympiastadion die Arena mit dem stärksten Flutlicht. Im Zuge der Modernisierung für die European Championships 2022 wurde die Flutlichtanlage komplett auf LED-Technik umgestellt.

Eine Anzeigetafel in Betrieb (2020)

Das Olympiastadion ist mit zwei 18,4 mal 8 Meter großen Anzeigetafeln ausgestattet. Eine befindet sich in der Südkurve, die andere auf der Nordseite des Stadions. Sie bestehen jeweils aus 24.000 gasgefüllten Glühlampen mit je 25 Watt Leistung und sind stufenlos regulierbar. Je 240 Glühlampen sind horizontal und 100 vertikal angeordnet. Bei Veranstaltungen sind bis zu vier Personen für die Stadionanzeigen zuständig. Die Anzeigen werden vorprogrammiert und sind auf Bildschirmen in der Regiekanzel bedienbar. Die Anzeigetafeln lassen lediglich Großbuchstaben zu, wobei eine Zeile mindestens sieben Glühlampen in der Höhe benötigt. Durch Grafikprogramme können seit den letzten Jahren, in welchen die Münchner Profivereine im Olympiastadion ihre Fußballspiele austrugen, Logos und Animationen auf den Tafeln angezeigt werden. Die Anzeigetafeln galten allerdings bereits in den letzten Fußballjahren als veraltet. Neben den Schrifttafeln verfügen die Anzeigen über Kurzzeit- und Normalzeituhren.
Zusätzlich zur Anzeigetafel wurde zu Beginn der Bundesliga-Saison 1998/99 aufgrund einer auf mehrere Jahre vereinbarten Zusammenarbeit des FC Bayern mit Sony mit dem „Jumbotron“ zeitweise eine 75 Quadratmeter große Videowand im Olympiastadion installiert.

### Dach
In den 1990er Jahren gab es Pläne, die Zuschauerränge unter dem bereits vorhandenen Zeltdach vollständig zu überdachen, entsprechende Bodenanker wurden bereits beim Bau vorgesehen. Eine alternative Umbauplanung aus dem Jahr 1999 für die Fußball-Weltmeisterschaft 2006 sah ein transparentes, sichelförmiges Dach über der Gegengeraden vor. Dieses Vorhaben hätte deutlich weniger in die denkmalgeschützte Substanz des Stadions eingegriffen als die vorangegangenen Umgestaltungsentwürfe seit 1995. Die Pläne wurden allerdings wegen der Zweifel des Architekturbüros Günter Behnisch – dem Architekten und Inhaber des Urheberrechts am Bauwerk (siehe unten) – nie realisiert.

### Zeltdach
Das Zeltdach überspannt neben der Olympiahalle und der Olympia-Schwimmhalle die Haupttribüne des in den Hügel versenkten Olympiastadions sowie die dazwischenliegenden Wege im Olympiapark, wodurch sich die Einzelgebäude zu einer Großform vereinigen. Über dem Stadion befindet sich mit 34.550 Quadratmetern, die rund 43.000 Plätze der Arena überdachen, knapp die Hälfte der insgesamt 74.800 Quadratmeter großen Dachkonstruktion. Dieser Teil des Dachs erforderte größere konstruktive Anstrengungen, da die Tribünen frei von Stützen und Masten gehalten werden sollten. Daher wurden zwei 70 Meter hohe sowie sechs kleinere Masten errichtet, die die aufgrund der großen Fläche notwendigen Luftstützen trugen. Für die Tiefpunkte hinter der Haupttribüne konnte man herkömmliche Anker verwenden, während über der Tribüne ein 440 Meter langes Rundseil gespannt wurde, welches das Dach nun frei schwebend hielt. Als Anker fungierten 4.000 Tonnen schwere Betonquader in der Größe eines Einfamilienhauses, die teilweise 30 Meter tief im Boden eingelassen wurden. Aufgrund der fehlenden Erfahrung mit einer derartigen Statik war man letztlich weit über das hinausgegangen, was als Verankerung eigentlich notwendig gewesen wäre.
Als Vorbilder der Dachstruktur dienten natürliche Strukturen wie Spinnennetze, Kieselalgen und Seifenblasen. Ausgeführt wurde eine punktgestützte vorgespannte Seilnetzkonstruktion, dessen Knotenpunkte in einem 75-Zentimeter-Raster liegen. Das Seilnetz wurde am Boden verknüpft und anschließend hochgezogen.
Das Seilnetz wird von abgespannten, gelenkig fixierten Haupt- und Nebenmasten abgestützt und trägt eine „Schuppenhaut“ aus blaugrau-transluzenten Acrylglasplatten. Ursprüngliche Überlegungen, das Dach mit Leichtbeton oder Holz einzudecken, wurden verworfen, da eine lichtundurchlässige Bedachung bei Tageslicht Schatten geworfen und kontrastfreie Bilder bei Fernsehübertragungen verhindert hätte. Neben Acrylglas waren Polyester und PVC-Folien im Gespräch. Am Ende entschied man sich nach monatelangen Untersuchungen für Acrylglas, das den Anforderungen am besten entsprach. Die Konstruktion wird durch 58 Stahlmasten und Träger gestützt, die aus zwölf großen, konisch geformten Pylonen bestehen. Acht befinden sich direkt über dem Stadion. Da die Dauerhaftigkeit der Konstruktion angezweifelt wurde, gab es Pläne, das Zeltdach nach den Olympischen Spielen abzubauen oder als Stahlbetonkonstruktion neu zu errichten, was unter anderem aufgrund des internationalen Echos unterblieb.
Bei Fußballspielen erwies sich die Architektur als Nachteil: Durch die Konstruktion wurde der Schall von den Zuschauern nicht auf das Spielfeld, sondern zurück in den Zuschauerraum geworfen, sodass keine rechte Stadionstimmung aufkam. Die originalen Dachplatten des Jahres 1972 enthielten aus Brandschutzgründen Flammschutzmittel. Dieses war vor der Verwendung in unbeschichteten Metallfässern gelagert und enthielt daher Eisenverbindungen, die zu einer beschleunigten Alterung der Acrylglasplatten führten. Diese ursprünglich transluzenten Platten wurden schon in den ersten Jahren nach Erbauung weiß, trüb und blätterten in Schichten ab. Deshalb erfolgte bis in das Jahr 2002 eine Totalsanierung des Zeltdachs, bei der neue Scheiben aus einer Kunststoff-Glasmischung verbesserten UV-Schutz eingesetzt und Eisenverbindungen vermieden wurden.

## Nutzung und Veranstaltungen

### Übersicht und Besucher
Das Stadion wird multifunktional genutzt und ist seit seiner Eröffnung im Jahr 1972 nach Aussagen der Olympiapark München GmbH „der wichtigste Schauplatz der größten und bedeutendsten sportlichen Veranstaltungen“ im Olympiapark, wobei die Arena auch Treffpunkt für zahlreiche kulturelle Veranstaltungen, vor allem für Konzerte ist. Neben Fußball-, Leichtathletik- und Musikveranstaltungen fanden im Stadion unter anderem auch ein Tischfußball-Turnier, Bilanz-Pressekonferenzen, Schuhausstellungen, Parteiveranstaltungen und Begegnungen der Schachbundesliga statt. Auch der Cirque du Soleil trat bereits im Olympiastadion auf.

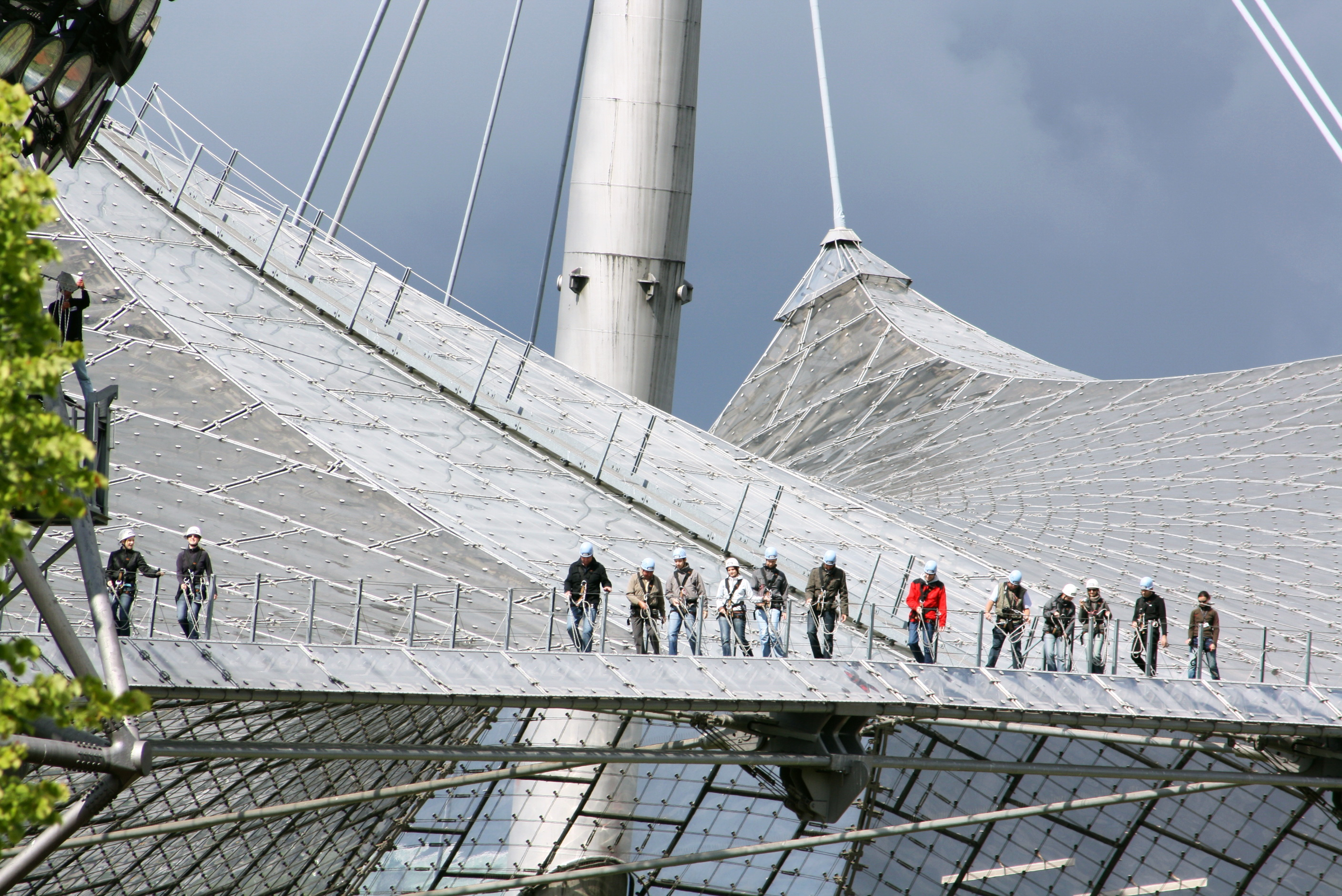
Tour auf dem Stadiondach

Seit seiner Errichtung entwickelte sich der Olympiapark zum größten Veranstaltungs- und Freizeitzentrum Europas und noch 2012 zählte das Stadion zu den meistgenutzten Sportanlagen Deutschlands. Bis zum 31. Dezember 2011 fanden dort über 1.800 nacholympische Veranstaltungen statt. Insgesamt besuchten bis Ende 2015 mehr als 50 Millionen Zuschauer das Olympiastadion. Während der Nutzungszeit als Fußballarena besichtigten rund 160.000 Besucher im Jahr das Stadion außerhalb von Veranstaltungen. Seit der Profifußball 2005 in die Allianz Arena umgezogen ist, zählt das Olympiastadion etwa 100.000 Besucher pro Jahr. Dabei werden auch Touren auf das Zeltdach angeboten, das mittels Kletterausrüstung erreicht werden kann. Von dort aus kann man mit einer Seilrutsche auf die gegenüberliegende Stadionseite hinüberfahren oder vom höchsten Randstück senkrecht abseilen lassen.
In den folgenden Abschnitten ist eine Auswahl an Ereignissen, die im Münchner Olympiastadion stattfanden, zusammengefasst, Großveranstaltungen sind tabellarisch aufgeführt.

### Fußball
Das Multifunktionsstadion wurde bis einschließlich 2005 hauptsächlich für Fußballspiele genutzt. Gemäß einer Zählung von Armin Radtke bespielte der FC Bayern bei 793 und der TSV 1860 bei 344 Begegnungen die Arena. Davon waren 38 Münchner Stadtderbys, die sowohl in der Spielestatistik des TSV 1860 als auch in der des FC Bayern enthalten sind. Auch 14 Begegnungen der bundesdeutschen Fußballnationalmannschaft fanden im Münchner Olympiastadion statt. Zudem war München Spielort der Fußball-Weltmeisterschaft 1974 und der Fußball-Europameisterschaft 1988 sowie Austragungsort zahlreicher Pokalendspiele.

#### FC Bayern München
Der FC Bayern trug seit seinem ersten Spiel im Stadion 1972 bis zum Auszug im Jahr 2005 seine Pflichtheimspiele im Olympiastadion aus. Lediglich das erste Heimspiel der Saison 1972/73 gegen Werder Bremen fand aus organisatorischen Gründen am 20. September 1972 ein letztes Mal im Stadion an der Grünwalder Straße statt. Der FC Bayern machte während seiner Jahre das Olympiastadion neben seiner Vereinszentrale an der Säbener Straße repräsentativ für den Verein. Sie sollten gemeinsam eine „identitäts- und imagestiftende Einheit“ bilden.
Der Zuschauerdurchschnitt des FC Bayern lag stets bei über 26.000. Bis auf die Saison 1977/78 und vier Ligajahre in den 1980er Jahren lag er immer über 30.000. Seit der Saison 1992/93 machten die Zuschauerzahlen einen deutlichen Sprung nach oben und überschritten mit 46.036 erstmals den Jahresdurchschnitt von 40.000. Im Vergleich zum Vorjahr stiegen die Zuschauerzahlen etwa um 16.000 pro Spiel, zwei Jahre später waren es durchschnittlich 54.839 und somit erstmals in der Vereinsgeschichte über 50.000. In der Saison 1995/96 wurde mit 59.766 der Zuschauerrekord des FC Bayern im Olympiastadion erreicht. In der Zeit, in der der FC Bayern seine Heimspiele im Olympiastadion austrug, wurde er 17-mal Deutscher Meister, siebenmal Pokalsieger und viermal Sieger des höchsten europäischen Wettbewerbs.
Mit dem FC Bayern als Heimmannschaft fanden hier auch zahlreiche internationale Endspiele statt. So bestritt die Mannschaft am 9. September 1975 das Hinspiel des europäischen Super-Cup-Endspiels gegen Dynamo Kiew vor heimischer Kulisse. Über ein Jahr später, am 23. November 1976, wurde im Olympiastadion das Hinspiel des FC Bayern im Weltpokal gegen Cruzeiro Belo Horizonte ausgetragen. In derselben Saison bestritt der FC Bayern im europäischen Super Cup das Hinspiel gegen den RSC Anderlecht im Olympiastadion. Im UEFA-Pokal-Finale 1996 trat der FC Bayern am 1. Mai 1996 im Hinspiel gegen Girondins Bordeaux an.

#### TSV 1860 München
Während das Stadion an der Grünwalder Straße im Volksmund weiter als Stadion des TSV 1860 angesehen wurde, galt das Olympiastadion als das Stadion des FC Bayern. Sein Lokalrivale wechselte bis 1995 sowie in seiner letzten Saison vor dem Umzug in die Allianz Arena 2005 häufig den Austragungsort seiner Spiele zwischen dem Grünwalder Stadion und Olympiastadion.

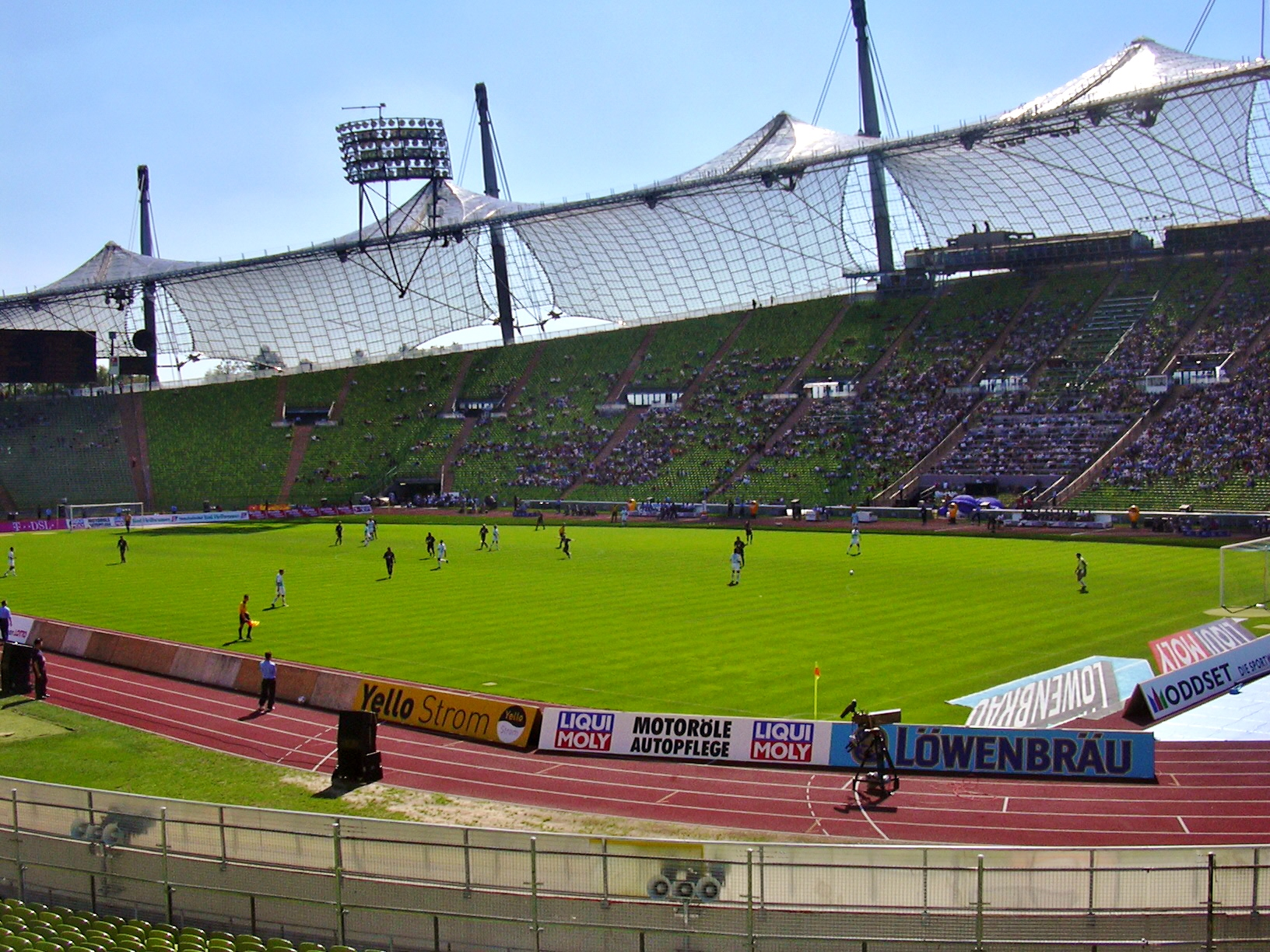
Das Olympiastadion während eines Spiels des TSV 1860 im Jahr 2003

Der TSV 1860 zog in der Saison 1973/74 als Zweitligist erstmals in das Olympiastadion ein und erreichte einen Durchschnitt von 28.070 Zuschauern. In den Folgejahren gingen die Zahlen jedoch deutlich zurück; 1975/76 fanden durchschnittlich nur noch 14.345 Zuschauer den Weg in das Stadion. Aufgrund des dünn besetzten Stadions zog sich der TSV 1860 in der Folgesaison wieder in das kleinere Grünwalder Stadion zurück, wo der Verein 1977 nach zwei Relegationsspielen den Wiederaufstieg schaffte. Nach dem Spitzenspiel gegen den VfB Stuttgart wurde das Heimspiel der Relegation erstmals wieder im Olympiastadion ausgetragen. Nach der Bundesligasaison 1977/78, in der der TSV 1860 München auf 28.094 Zuschauer pro Spiel kam, stieg der Verein wieder ab und pendelte in der Folgesaison zwischen dem im Umbau befindlichen Grünwalder Stadion und dem Olympiastadion. Dabei erreichte er den sofortigen Wiederaufstieg und trug in der Saison 1979/80 alle Partien im Olympiastadion aus.
Viele Fans des Vereins setzten sich dafür ein, dass der TSV 1860 seine Heimspiele im Grünwalder Stadion austragen sollte. Daher wurde im November 1980 erstmals seit über einem Jahrzehnt ein Erstligaspiel des Vereins dort angepfiffen. Im Februar 1981 beschloss der Verein offiziell, sich in das Grünwalder Stadion zurückzuziehen, wo er bis 1995 blieb, nachdem er im Vorjahr nach 13-jähriger Abwesenheit wieder in die erste Liga aufgestiegen war. Der damalige Präsident Karl-Heinz Wildmoser plante zwar ursprünglich einen Ausbau des Grünwalder Stadions, entschied sich jedoch aufgrund des höheren Fassungsvermögens und der VIP-Einrichtung, das Olympiastadion für die Heimspiele zu nutzen.
Im Mai 1995 beschloss die außerordentliche Delegiertenversammlung der Fußballabteilung den endgültigen Umzug ins Olympiastadion. Dort blieb der Verein bis zum erneuten Abstieg in der Saison 2003/04, nachdem Wildmoser infolge von Korruptionsvorwürfen als Vereinspräsident zurückgetreten war. In der Spielzeit 2004/05 wurden nur noch sechs Spiele aus Sicherheitsgründen im Olympiastadion ausgetragen. In der Saison 1996/97 verbuchte der TSV 1860 München mit 34.649 pro Spiel seinen besten Zuschauerdurchschnitt im Olympiastadion. Während seiner letzten vollständigen Saison im Olympiastadion hatte der Verein zwar noch um die 28.488 Gäste pro Spiel, aufgrund der Stadionarchitektur und der weitaus höheren Kapazität reichten die Zahlen jedoch nicht aus, um eine „dichte“ Stadionatmosphäre zu erzeugen.
Der TSV 1860, der 2006 seine Anteile der Allianz Arena an den FC Bayern verkaufte und bis 2017 Mieter des Stadions war, zog immer wieder eine Rückkehr seiner Fußballabteilung in das Olympiastadion in Betracht.

#### Pokalendspiele von Vereinen

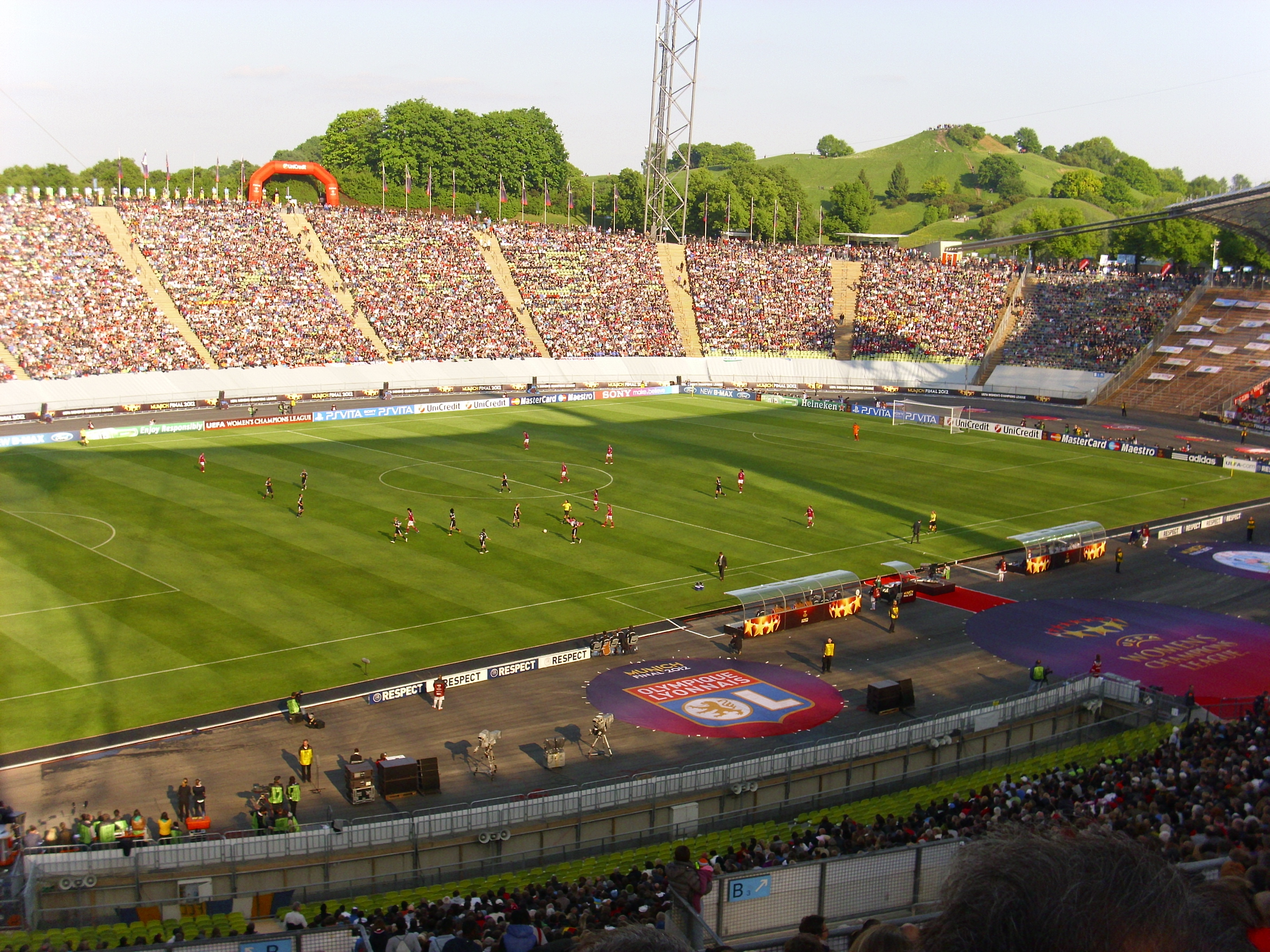
Das Women’s-Champions-League-Finale 2012

Das Olympiastadion wurde häufig für Endspiele auf Vereinsebene genutzt – entweder als Heimstadion des FC Bayern oder als neutrale Austragungsstätte. So wurden mehrere Endspiele der Champions League im Olympiastadion ausgetragen. 1993 fand dort das erste Endspiel der UEFA Champions League statt.
Am 30. Mai 1979 war München erstmals Gastgeber eines Endspiels des höchsten europäischen Vereinswettbewerbs, der zu der Zeit noch als Europapokal der Landesmeister bekannt war. Dabei besiegte Nottingham Forest die schwedische Mannschaft Malmö FF im Olympiastadion. Ein weiteres internationales Endspiel war am 26. Mai 1993 das Finale der ersten Champions-League-Saison, der Nachfolgewettbewerb des Europapokals der Landesmeister im Olympiastadion. Dabei war die Elektrizitätsversorgung des Stadions durch die umfangreiche internationale Übertragungstechnik überlastet. Lediglich als ein Techniker permanent einen Schaltknopf während der Übertragungsdauer gedrückt hielt, konnte ein Stromkreis überbrückt und das Endspiel reibungslos ausgetragen werden. Im Spiel unterlag der AC Mailand Olympique Marseille. Am 28. Mai 1997, ein Jahr nachdem der FC Bayern das UEFA-Pokal-Finale gewonnen hatte, wurde zum dritten und letzten Mal das Finale des höchsten europäischen Vereinswettbewerbs im Olympiastadion ausgetragen. Hierbei gewann Borussia Dortmund gegen Juventus Turin.
Anfang 2012 gab die UEFA bekannt, dass das Endspiel der Women’s Champions League am 17. Mai 2012 im Olympiastadion ausgetragen wird. Der Grund war, dass das Champions-League-Finale der Herren in der Allianz-Arena stattfand und die UEFA das Champions-League-Finale der Frauen zwar in derselben Stadt, aber in einem anderen Stadion austragen wollte. Damit wurde sieben Jahre nach dem letzten Fußballspiel erneut ein solches im Olympiastadion ausgetragen. Das Finale bestritten die Mannschaften des 1. FFC Frankfurt und von Olympique Lyon, wobei sich die Mannschaft aus Lyon durchsetzen konnte. Zum Spiel kamen 50.212 Zuschauer, was einen Zuschauerrekord in diesem Wettbewerb darstellte. Es blieb bis 2020 das einzige Fußballspiel im Stadion seit dem Umzug der Münchner Profivereine in die Allianz Arena.
Die folgende Liste gibt alle Pokalendspiele von Profivereinen wieder:
| Mannschaft          | Gegner                  | Ergebnis | Datum         | Anlass                        | Zuschauer |
| ------------------- | ----------------------- | -------- | ------------- | ----------------------------- | --------- |
| FC Bayern München   | Dynamo Kiew             | 0:1      | 10. Sep. 1975 | Super Cup/Hinspiel            | 30.000    |
| FC Bayern München   | RSC Anderlecht          | 2:1      | 17. Aug. 1976 | Super Cup/Hinspiel            | 41.000    |
| FC Bayern München   | Cruzeiro Belo Horizonte | 2:0      | 23. Nov. 1976 | Weltpokal/Hinspiel            | 22.000    |
| Nottingham Forest   | Malmö FF                | 1:0      | 30. Mai 1979  | Europapokal der Landesmeister | 57.000    |
| Olympique Marseille | AC Mailand              | 1:0      | 26. Mai 1993  | Champions League              | 64.400    |
| FC Bayern München   | Werder Bremen           | 1:3      | 7. Aug. 1994  | Supercup                      | 22.000    |
| FC Bayern München   | Girondins Bordeaux      | 2:0      | 1. Mai 1996   | UEFA-Pokal/Hinspiel           | 63.000    |
| Borussia Dortmund   | Juventus Turin          | 3:1      | 28. Mai 1997  | Champions League              | 59.000    |
| Olympique Lyon      | 1. FFC Frankfurt        | 2:0      | 17. Mai 2012  | Women’s Champions League      | 50.212    |

#### Länderspiele
Die deutsche Fußballnationalmannschaft trug insgesamt 14 Spiele im Olympiastadion aus, davon 12 offizielle Heimspiele und 2 Spiele auf „neutralem Rasen“. Das Stadion war Spielstätte von fünf Begegnungen der Weltmeisterschaft 1974 und zwei Partien der Europameisterschaft 1988, darunter die beiden Endspiele. Insgesamt wurden 19 Länderspiele von A-Nationalmannschaften im Olympiastadion ausgetragen.
Weil Berlin als Endspielort aus politischen Gründen ausfiel, richtete München neben drei Gruppenspielen und dem Spiel um Platz drei auch das Finale der Fußball-Weltmeisterschaft 1974 aus. In der Vorrunde war das Stadion jedoch nie ausgelastet. Es handelte sich dabei um die drei Vorrundenspiele in Gruppe IV, an denen stets Haiti beteiligt war. In der Zwischenrunde gab es in München kein Spiel, sodass das Olympiastadion erst zwei Wochen später zum Spiel um Platz drei wieder genutzt wurde. Diese Partie fand am 6. Juli statt, wobei Polen Brasilien mit 1:0 besiegte. Einen Tag später wurde das Endspiel zwischen Deutschland und den Niederlanden vor ausverkauftem Stadion ausgetragen. Deutschland gewann mit 2:1, obwohl das deutsche Team bereits nach zwei Minuten durch ein Elfmetertor von Johan Neeskens zurücklag. Die DFB-Elf drehte das Spiel noch in der ersten Halbzeit durch Tore von Paul Breitner, der in der 25. Spielminute einen Elfmeter verwandelte, und Gerd Müller in der 43. Minute.
Die Bundesrepublik Deutschland war im Sommer 1988 Gastgeber der Fußball-Europameisterschaft. Neben einem Gruppenspiel, in dem das Team der Bundesrepublik Deutschland Spanien besiegte, fand im Olympiastadion am 25. Juni 1988 das Endspiel statt. Dabei gewannen die Niederlande das Turnier gegen die Sowjetunion. Auch für die deutsche Nationalmannschaft war das Olympiastadion ein häufiger Austragungsort ihrer Heimspiele. Neben zahlreichen Freundschaftsspielen wurden dabei auch WM- und EM-Qualifikationsspiele ausgetragen. Erst Ende der 1980er Jahre verlor das Stadion für das DFB-Team an Bedeutung. So wurde dort zwischen 1988 und 1999 kein einziges Pflichtspiel der Nationalmannschaft ausgetragen. Mit der 1:5-Niederlage im WM-Qualifikationsspiel gegen England am 1. September 2001 trug die DFB-Elf ihr letztes Spiel im Münchner Olympiastadion aus. 14 von insgesamt 130 Heimspielen fanden im Münchner Olympiastadion statt, womit es in der betreffenden Zeit neben dem Düsseldorfer Rheinstadion am häufigsten für Heimspiele der deutschen Fußballnationalmannschaft genutzt wurde.
Die folgende Tabelle listet alle Länderspiele auf, die im Münchner Olympiastadion ausgetragen wurden. Nicht berücksichtigt sind dabei das olympische Fußballturnier von 1972 sowie Nostalgie- und Jugendländerspiele.
| Mannschaft     | Gegner           | Ergebnis | Datum         | Anlass                              | Zuschauer |
| -------------- | ---------------- | -------- | ------------- | ----------------------------------- | --------- |
| BR Deutschland | Sowjetunion      | 4:1      | 26. Mai 1972  | Freundschaftsspiel                  | 80.000    |
| BR Deutschland | Argentinien      | 2:3      | 14. Feb. 1973 | Freundschaftsspiel                  | 55.000    |
| BR Deutschland | Jugoslawien      | 0:1      | 9. Mai 1973   | Freundschaftsspiel                  | 50.000    |
| Italien        | Haiti            | 3:1      | 15. Juni 1974 | WM 1974/Gruppe IV                   | 53.000    |
| Haiti          | Polen            | 0:7      | 19. Juni 1974 | WM 1974/Gruppe IV                   | 20.000    |
| Argentinien    | Haiti            | 4:1      | 23. Juni 1974 | WM 1974/Gruppe IV                   | 17.000    |
| Brasilien      | Polen            | 0:1      | 6. Juli 1974  | WM 1974/Spiel um Platz 3            | 77.500    |
| Niederlande    | BR Deutschland   | 1:2      | 7. Juli 1974  | WM 1974/Finale                      | 80.000    |
| BR Deutschland | Spanien          | 2:0      | 22. Mai 1976  | EM-Qualifikation 1976/Viertelfinale | 75.000    |
| BR Deutschland | England          | 2:1      | 22. Feb. 1978 | Freundschaftsspiel                  | 78.000    |
| BR Deutschland | Österreich       | 1:0      | 2. Apr. 1980  | Freundschaftsspiel                  | 78.000    |
| BR Deutschland | Belgien          | 0:0      | 22. Sep. 1982 | Freundschaftsspiel                  | 28.000    |
| BR Deutschland | Tschechoslowakei | 2:2      | 17. Nov. 1985 | WM-Qualifikation 1986/Gruppe 2      | 22.000    |
| BR Deutschland | Spanien          | 2:0      | 17. Juni 1988 | EM 1988/Gruppe 1                    | 72.308    |
| Niederlande    | Sowjetunion      | 2:0      | 25. Juni 1988 | EM 1988/Finale                      | 72.308    |
| BR Deutschland | Niederlande      | 0:0      | 19. Okt. 1988 | WM-Qualifikation 1990/Gruppe 4      | 73.000    |
| Deutschland    | Dänemark         | 2:0      | 27. März 1996 | Freundschaftsspiel                  | 26.000    |
| Deutschland    | Türkei           | 0:0      | 9. Okt. 1999  | EM-Qualifikation 2000/Gruppe 3      | 63.000    |
| Deutschland    | England          | 1:5      | 1. Sep. 2001  | WM-Qualifikation 2002/Gruppe 9      | 63.000    |

### Leichtathletik
Neben Fußballspielen und Konzerten fanden im Olympiastadion wiederholt Leichtathletikveranstaltungen statt. Abgesehen von den Wettbewerben der Olympischen Spiele erregten die Leichtathletik-Europameisterschaften von 2002 in der Arena hohe Aufmerksamkeit. Zu den Wettkämpfen vom 6. bis 11. August 2002 kamen insgesamt 303.900 Zuschauer. Zwischen 1972 und 1992 wurden alle zehn Jahre die deutschen Leichtathletik-Meisterschaften und 1997 sowie 2007 der Leichtathletik-Europacup dort ausgetragen. Zudem war das Münchner Olympiastadion in den 1980er Jahren dreimal Austragungsort eines internationalen Leichtathletikmeetings.
Zwischen 1983 und 1996 sowie erneut seit dem Jahr 2000 fand und findet in München jährlich der München-Marathon statt. Bis auf die Jahre 2000 und 2001 diente das Olympiastadion als Zielort der Läufe. Seit 2005 ist das Stadion Einlaufort des Münchner Firmenlaufs, der lediglich bei seiner ersten Ausrichtung im Jahr 2004 nicht im Olympiastadion beendet wurde.
2022 fanden vom 15. bis 21. August die Leichtathletik-Europameisterschaften im Rahmen der 2. European Championships statt.

### Weitere Sportveranstaltungen

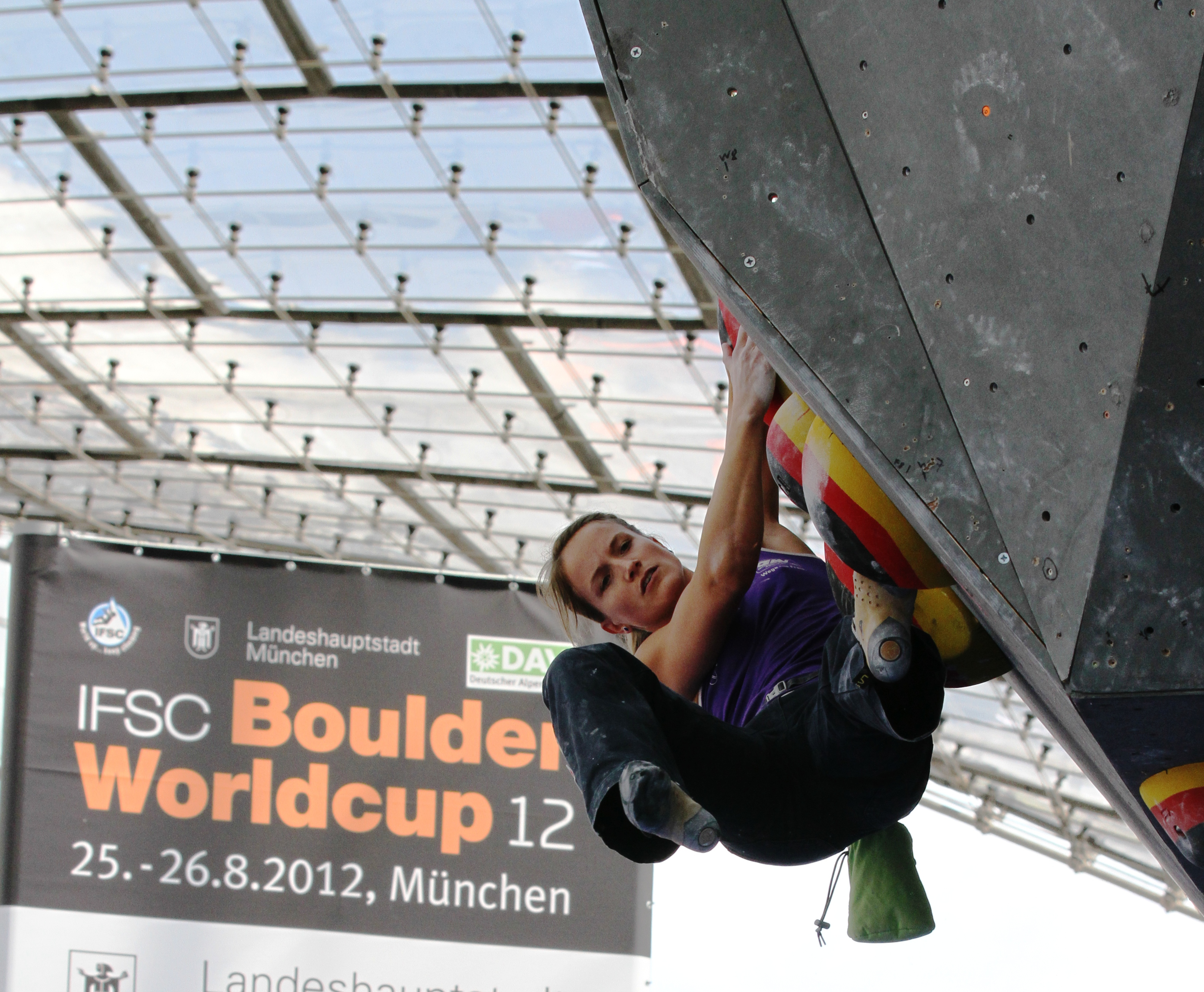
Anna Stöhr beim Boulder-Kletterweltcup 2012

Da das Olympiastadion von Anfang an multifunktional war, gab es zu der Zeit, in der es primär für Fußballveranstaltungen genutzt wurde, auch andere Veranstaltungen im Stadion. Zwischen 1979 und 1982 war es dreimal Start oder Zielort der Deutschland-Rundfahrt, die 1979 noch Internationale Vitamalz-Rundfahrt hieß. Während die Arena jedoch 1979 und 1982 als Startpunkt der Deutschland-Rundfahrt diente, war sie 1980 Zielort des Wettbewerbs. Ferner wurde 1989 im Stadion das Speedway-Weltfinale ausgetragen. Damit gab es bereits zur Zeit, in der noch Fußball im Stadion gespielt wurde, ein Motorsportereignis im Olympiastadion.
Allerdings stieg die Zahl der Veranstaltungen, die weder Fußballspiele noch Leichtathletikwettkämpfe darstellen, besonders nach dem Ende des Vereinsfußballs im Olympiastadion an. Noch 2005, im selben Jahr, als der Fußball aus dem Stadion auszog, wurde mit dem Snowboardfestival Air & Style, das auch in den folgenden drei Jahren und 2011 im Stadion ausgetragen wurde, zudem durch den Wintersport belebt. Ebenfalls wurde an Silvester 2006 der Skilanglaufwettbewerb Tour de Ski, der über sechs Etappen führte und acht Tage dauerte, unter dem Zeltdach gestartet. Darüber hinaus wird jährlich seit 2010 der Boulder-Kletterweltcup im Olympiastadion ausgetragen und 2014 wurde das Finale der Boulder-Kletterweltmeisterschaft im Olympiastadion ausgerichtet. Im Jahr 2011 fand mit dem Speedman ein Triathlonwettkampf im Olympiastadion statt. Dabei belief sich der Triathlon auf die Disziplinen 200-Meter-Schwimmen, 6-Kilometer-Radfahren und 2-Kilometer-Laufen. Für die Schwimmdisziplin wurde ein mobiles Schwimmbecken im Stadion errichtet.
In den 2010er Jahren wurde das Stadion für diverse Motorsportzwecke wie die DTM optimiert, mit der sich die Olympiapark München GmbH eine Neubelebung des Stadions erhoffte. Ursprünglich für drei Jahre ausgelegt, wurden die DTM-Show-Rennen nach 2011 sowie 2012 vorzeitig eingestellt, da unter anderem die Strecke von den Fahrern als zu eng empfunden wurde. Ebenfalls fand am 11. August 2012 mit dem Freestyle-Motocross-Wettbewerb Red Bull X-Fighters im Olympiastadion ein weiteres Motorsportereignis statt. Nach der Absage der DTM unterzeichnete die Olympiapark München GmbH einen Vertrag mit dem Fernsehsender ESPN, um die jährlich stattfindenden Extremsportspiele X-Games von 2013 bis einschließlich 2015 im Olympiastadion austragen zu können. Trotz eines wirtschaftlichen Erfolgs seitens der Olympiapark München GmbH bei den ersten Spielen – insgesamt kamen rund 120.000 Besucher zu den Spielen – sagte ESPN aus wirtschaftlichen Gründen kurzfristig die ausstehenden X-Games im Olympiastadion ab.
In den Jahren 2017 und 2019 fand im September, jeweils zur Wiesn-Zeit, das zweitägige Siebener-Rugby-Turnier Oktoberfest 7s im Olympiastadion statt, an dem zwölf Nationalmannschaften teilnahmen.

### Public Viewing

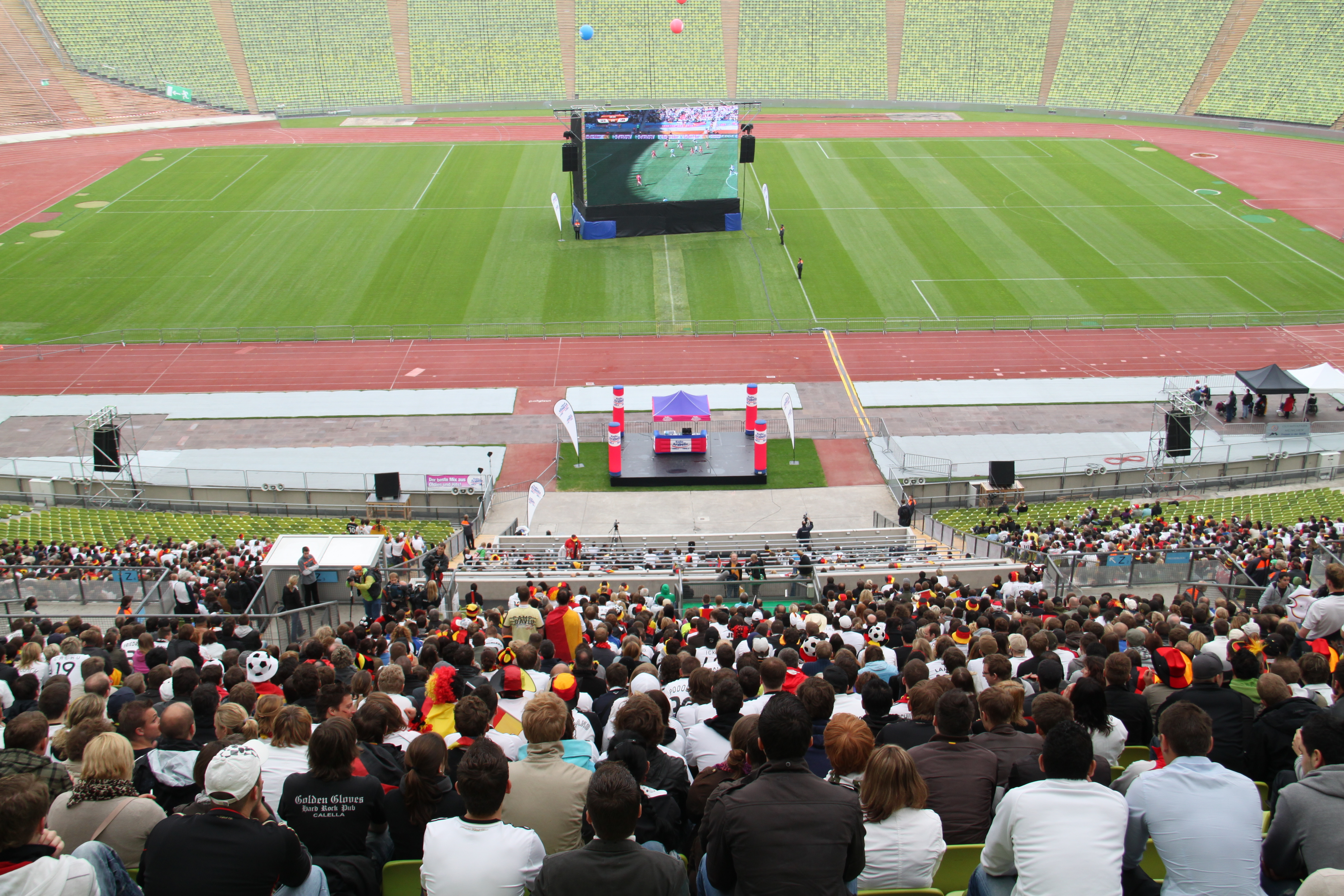
Public Viewing im Olympiastadion

Bereits 1999, mehrere Jahre bevor Public Viewing im Rahmen der Fußball-Weltmeisterschaft 2002 populär wurde, fand im Olympiastadion die erste Veranstaltung dieser Art statt. Zum Finale der UEFA Champions League 1998/99 zwischen dem FC Bayern und Manchester United kamen 32.000 Menschen in das Olympiastadion, ebenso wie zwei Jahre später zum Finale 2001 zwischen dem FC Bayern und dem FC Valencia. Seitdem ist das Stadion der größte Public-Viewing-Ort Münchens, wobei vor allem Spiele der Fußball-Welt- und Fußball-Europameisterschaften übertragen werden.

### Konzerte
Neben der Olympiahalle ist das Olympiastadion seit 1982 zweiter Austragungsort für Konzerte im Olympiapark, wobei im Stadion die Freiluftkonzerte stattfinden. Die Rolling Stones waren die erste Band, die bei ihrer European Tour 1982 im Olympiastadion auftrat. Dabei spielte sie Songs aus dem aktuellen Album Tattoo You. Seit diesem Ereignis traten zahlreiche weitere Sänger und Bands im Stadion auf. Neben AC/DC galten Konzerte von Tina Turner im Jahr 1990, Michael Jackson bei zwei aufeinanderfolgenden Auftritten im Jahr 1988 mit insgesamt 140.000 Besuchern und diverse weitere Auftritte der Rolling Stones als besonders publikumswirksam.
Das Olympiastadion war insgesamt achtmal Zielort der Rolling Stones während einer Tournee. Durch je zwei Konzerte 1982 und 1990 wurden insgesamt 10 Konzerte gespielt. Somit nutzte keine andere Band häufiger das Stadion als Bühne. Am zweithäufigsten traten Bon Jovi – von 2001 bis 2019 siebenmal – im Olympiastadion im Rahmen einer Tournee auf. Es folgen Bruce Springsteen und Robbie Williams mit fünf Konzerten, wobei Robbie Williams einmal als Mitglied der Band Take That auftrat. Michael Jackson sang viermal in der Arena.
In der folgenden Liste sind alle Konzerte aufgelistet, die im Olympiastadion stattfanden. Mehrere unmittelbar aufeinanderfolgende Konzerte derselben Künstler werden als eine Veranstaltung betrachtet.

### Religion und Kultur
Das Stadion ist Veranstaltungsort für kulturelle und religiöse Zwecke. Zu religiösen Großveranstaltungen wurde das Stadion erstmals 1973 und von 1978 bis 2012 jährlich von den Zeugen Jehovas zu ihrem Kongress in München benutzt, aber auch Katholikentage sowie evangelische und ökumenische Kirchentage wurden im Stadion abgehalten. So fanden dort 1984 Veranstaltungen des 88. Deutschen Katholikentags statt. Drei Jahre später feierten 82.000 Menschen im Olympiastadion die Papstmesse mit Johannes Paul II. zur Seligsprechung von Pater Rupert Mayer, der sich zur Zeit des Nationalsozialismus in München Gleichschaltungsversuchen der Nationalsozialisten widersetzt hatte. Im Jahr 1993 wurde die Sportstätte für den Deutschen Evangelischen Kirchentag genutzt.
Bei Open-Air-Festivals im Olympiapark wie Rockavaria in den Jahren 2015 und 2016 sowie dem seit 2004 stattfindenden Münchner Sommernachtstraum wurde meist auch das Olympiastadion als Konzertschauplatz mit einbezogen. 1999 beobachteten zahlreiche Menschen die Große Sonnenfinsternis im Stadion.

## Rezeption

### Stadionspezifische Rezeption
Zur Fertigstellung galt das Olympiastadion München, das lediglich kleiner als das damals veraltete Olympiastadion Berlin in der Bundesrepublik war, wegen seines Komforts und seiner Größe als „Deutschlands Stadion Nummer eins“. Der Erdbau wurde als preisgünstiger Rückgriff auf die antike Bauweise römischer Amphitheater gesehen. Das Stadion war bis 2005 „Publikumsmagnet und wirtschaftliche Stütze“ des gesamten Olympiaparks. Im Jahr 2000 wurde die Arena zu den fünf wichtigsten Bauwerken der Nachkriegszeit in Deutschland gezählt. Fünf Jahre später wurde das Stadion bei einer Umfrage der Architekturzeitschrift Häuser bei jenen Bauten auf Platz eins gewählt.
Die Autoren Armin Radtke und Dietrich Schulze-Marmeling schrieben in ihrem Buch, dass die Arena zu den anhaltenden Erfolgen des FC Bayern seit den 1970er Jahren beigetragen habe. Sie verglichen den FC Bayern mit dem damals im Bökelbergstadion spielenden Borussia Mönchengladbach, der damals neben dem FC Bayern die größten Titelerfolge in Deutschland feierte. Die Autoren meinten, der Verein aus Mönchengladbach konnte nicht langfristig auf diesem Niveau spielen, da vor allem bei Spitzenspielen das Bökelbergstadion schnell ausgelastet war. Da das Publikum damals noch Haupteinnahmequelle der Profivereine war und an den Spielen des FC Bayern durchschnittlich über 10.000 Zuschauer mehr teilnehmen konnten als zuvor im Stadion an der Grünwalder Straße und zudem zusätzliche Einnahmen durch Sitzplätze erzielt wurden, habe Borussia Mönchengladbach mit dem FC Bayern nicht auf Dauer konkurrieren können. Für den TSV 1860 kam laut Radtke und Schulze-Marmeling der Umzug zu spät. Nachdem der Verein 1966 Deutscher Fußballmeister geworden war, stieg er, auch wegen der geringeren wirtschaftlichen Erfolge im Stadion an der Grünwalder Straße, 1970 in die Zweite Liga ab.
Wolf Angerer erkannte 1972, dass durch die Kapazität des Stadions mit anfänglich etwa 80.000 Plätzen, die im Vergleich zu baulich möglichen 200.000 wesentlich niedriger lag, ein „wichtige[r] Kontakt zwischen Zuschauer und Sportler“ entstand. 20 Jahre später kritisierte insbesondere der FC Bayern jedoch den nach seiner Meinung fehlenden Kontakt zu den Zuschauern, die möglichst nah am Spielfeld sitzen sollten, was im Olympiastadion durch die Laufbahn am Spielfeldrand nicht möglich war. Darüber hinaus wurden vom Verein die flach ansteigenden Ränge und die Halbüberdachung bemängelt. Paul Breitner, der als Spieler des FC Bayern beteiligt war, als der Verein in das Olympiastadion zog, meinte jedoch, dass man als Spieler „sehr froh“ sei, wenn man „manchmal Distanz zum Publikum hat“. Breitner äußerte außerdem, dass das Stadion für den Fußball durch sein Ambiente „eine neue Dimension“ sei, was sich auch auf das Publikum übertrug. Während der Fußball bis dahin eher einen schlechten Ruf hatte, ähnelte nun ein Fußballbesuch durch die Ästhetik des Stadions eher einem Kino-, Opern- oder Theaterbesuch.
Nachdem die Allianz Arena errichtet war, lobte der Kunstkritiker Gottfried Knapp den Schritt zum Bau eines neuen Stadions für den Fußball. Er rühmte, „die Retter des Olympiastadions, ohne deren hartnäckigen Protest“ sowohl „die Allianz-Arena nie gebaut worden wäre“ und „die Kultur- und Sportstadt München ihr bedeutendstes Monument der Moderne sonst architektonisch grotesk verunstaltet und in einen Stadionkrüppel umoperiert hätte, der weder für den Fußball noch für die Leichtathletik getaugt hätte“. Er schimpfte, dass „[w]enn es nach dem Willen der Politiker, der Sportfunktionäre, der Münchner Fußballgemeinde, der Presse und sogar der Olympia-Architekten gegangen wäre“, München „einen Architektur-Wolpertinger“ haben würde, „mit dem sich München unsterblich blamiert hätte“. Sowohl in der Allianz-Arena als auch im Olympiastadion erkennt er nun „[z]wei Bauten der Superlative“, die trotz der „physischen Unterschiedlichkeit verblüffend ähnlich gedacht sind“.

Das Olympiastadion auf einer Sondermarke der Deutschen Bundespost 1972.

Zum Thema der Olympischen Spiele gab die Deutsche Bundespost 1972 zwei Briefmarkenserien, davon eine Serie als Blockausgabe, heraus. Die von Herbert Stelzer entworfene, am 5. Juli 1972 herausgegebene Blockausgabe zeigt ein Modell des Olympiageländes und enthält auf einer Marke als Motiv das Olympiastadion. Zusätzlich benutzte man das Motiv des Stadions im Olympiajahr auf Sonderstempeln. Eine Briefmarkenserie zur Unterstützung der Stiftung Deutsche Sporthilfe, die am 11. Februar 1993 nach einem Entwurf von Joachim Rieß erschien, enthält eine Briefmarke mit dem Münchner Olympiapark. Die Briefmarke mit dem Nennwert von 80 Pfennig und 40 Pfennig Zuschlag zeigt im Wesentlichen das Olympiastadion. Auch Postverwaltungen außerhalb Deutschlands gaben Briefmarken mit dem Olympiastadion als Motiv heraus, so zum Beispiel Äquatorial-Guinea und Dahomey anlässlich der Fußball-Weltmeisterschaft 1974.

### Kontext Stadion und Zeltdach
Schon während der Olympischen Spiele 1972 lobten Reporter weltweit die „Leichtigkeit und Eleganz“ der Stadionarchitektur, die im Kontext mit der Zeltdachkonstruktion entstand. Heute stellt das Stadion mit dem Zeltdach ein „architektonische[s] Wahrzeichen der Bundesrepublik“ dar, das für Individualismus, Offenheit, Transparenz und für die „erblühende“ Demokratie steht. Das Dach gilt als das auffälligste Merkmal des Stadions und war bereits bei seiner Errichtung eine „statische und optische Sensation“. So meinte Peter M. Bode, Redakteur der Süddeutschen Zeitung, im November 1971, dass das „Seilnetz-Dach“ über dem Olympiastadion als „der entscheidende, geniale Wurf der Wettbewerbsarbeit angesehen werden muss“. Während der Olympischen Spiele wurde „das zeltartige Dach“ von David Binder in der New York Times als „das auffallende strukturelle Symbol der Spiele“ bezeichnet, das durch „anmutige Vertiefungen und kühne Kurven die aufregendsten Perspektiven des Olympiaparks“ bietet.
Auch in den 2010er Jahren beschrieben Journalisten die Konstruktion als „sehr modern und ihrer Zeit weit voraus“. Der Reporter Alfred Dürr hielt 2013 fest, dass durch das Olympiadach das Münchner Olympiagelände „[d]as schönste und attraktivste der Welt“ sei und merkte an, dass „[a]uch Jahrzehnte nach den Spielen […] der Begriff von der Jahrhundertarchitektur keine Übertreibung“ sei. Ihm zufolge gehört die Architektur des Geländes „mit zum Besten, was Architekten je geschaffen haben“.
Für Kunsthistoriker gilt das Stadion mit seiner Zeltdachkonstruktion als der bedeutendste Bau Münchens. Der Kunsthistoriker Tobias Zervosen sah in dem Stadion „Formen, die ansprechend sind“ und urteilte, dass die Arena einer Person trotz der hohen Kapazität nicht als groß vorkommt. Er sah im Olympiastadion „eine Konstruktion, […] die unglaublich leicht […] transparent und lichtdurchlässig“ wirkt, wodurch sich die noch junge Bundesrepublik 1972 als offenes Land zeigte und sich von den Olympischen Spielen 1936 distanzierte.
Frei Otto wurde 2015, kurz nach seinem Tod, mit dem Pritzker-Preis ausgezeichnet, der höchsten Ehrung für einen Architekten. In diesem Zusammenhang wurde angemerkt, dass Ottos bekanntestes Werk das Olympiadach ist. Die Jury begründete ihre Entscheidung damit, dass Otto ein Architekt war, der unter anderem der „Erschaffer von denkwürdigen Gebäuden und Räumen“ sei. Der US-amerikanische Architekt Michael Meredith fügte hinzu, dass Otto „Strukturen an seinen Grundlehren“ überdacht habe und meinte, dass Ottos Arbeit auf „eine jüngere Generation von Architekten außerordentlichen Einfluss hatte, die sich dafür interessierten, Naturprinzipien statt idealisierte geometrische Formen zu erkunden“.
Die nicht vollständige Überdachung des Stadions wurde bis in die 1990er Jahre nicht als Nachteil angesehen, da bis dahin lediglich in Ausnahmefällen ein Stadion vollständig überdacht war. Dennoch wurde bereits zwei Jahre nach der Eröffnung auf die Nachteile der Zeltdachkonstruktion hingewiesen, da durch die Dacharchitektur das Aufkeimen von Stimmung im Stadion erschwert war. Der Sportreporter Dieter Kürten sagte hierzu: „Die Fußballer haben […] auf dem Oberwiesenfeld nie ein rechtes Verhältnis gefunden. […] Unter dem zerbrechlichen Gerüst, von dem sie nicht genau wissen, ob es zum Runterfallen neigt“, fühlen sich diese nicht heimisch. Christian Thomas schrieb in der Frankfurter Rundschau vor dem Auszug des Münchner Profifußballs aus dem Stadion, dass es „zuallererst ein Architekturereignis gewesen, als Fußballstadion [jedoch] nie richtig tauglich“ gewesen war. Er meinte, dass „allein schon durch [die] Architektur zum Ausdruck gebrachte Verbissenheit“ der Arena verhinderte, zum „Hexenkessel“ zu werden. So sollte der Fokus der Zuschauer „auf das Arena-Innere“ fallen, wobei hierfür das Olympiastadion von Anfang an „ein lebender Anachronismus“ war. Er kritisiert, dass im Olympiastadion stattdessen „die Oberkante der Ränge […] in die Landschaft“ eingebettet sei.

### Landschaft und Umgebung

Das Olympiastadion als Bestandteil der Landschaft

Hinsichtlich der Einbettung des Stadions in die Landschaftsarchitektur erhielt das Stadion positive Rezensionen. So passt sich laut Wolf Angerer „[d]ie Architektur der Hochbauten [wie dem Olympiastadion] der reizvollen, abwechslungsreichen olympischen Landschaft an“. Die Olympia-Planer konnten erfolgreich „der Gefahr des Gigantismus“ widerstehen. Statt „gigantisch auf[zu]ragen“ fügen sich die Bauten, wie das Stadion, „harmonisch in das Landschaftsbild“ ein. Fritz Auer meinte, dass, wenn man sich dem Stadion nähert, dem Betrachter die Arena durch den Erdbau nicht wie eine immer größer werdende Wand vorkommt, der man entgegengeht und die einen „erschreckt und verfolgt“, sondern es „öffnet sich das Hauptstadion vor einem plötzlich“. Wie um das Stadion Śląski im polnischen Chorzów, befinde sich auch um das Olympiastadion eine hügelige Landschaft, wodurch das Stadion „viel kleiner“ wirke als es ist.
Der Autor Werner Müller lobte die Bauten im Olympiapark und merkte an, dass es den Architekten gelungen sei, die Bauwerke „nicht als selbstständige [Bauten], sondern als Bestandteil der Landschaft“ erscheinen zu lassen. Er erkannte, dass Sportstätten durch die Überlagerung von zwei unterschiedlichen Systemen bestimmt werden: Zum einen erscheinen die „in den Boden eingelassenen Sportstätten […] als modellierte Geländeoberfläche und organische Gestaltform“, zum anderen erscheint die Dachkonstruktion als eine „zusammenhängende technische Struktur in weit ausschwingenden Kurven“, die alle Sportstätten überspannt, sodass „der Zusammenhang mit der Landschaft erhalten bleibt“. Dabei wird besonders „der Bereich des Sports in der Landschaft als besondere Zone akzentuiert“ und eine Einheit verkörpert.
In seiner Entwicklungsplanung Olympiapark 2018 für die Bewerbung für die Olympischen Winterspiele in jenem Jahr, stellte das Referat für Stadtplanung und Bauordnung der Landeshauptstadt München fest, dass „[w]eltweit […] mit Architektur made in Germany das berühmte Zeltdach im Olympiapark in München und seine damit verbundene Landschaft assoziiert“ wird. Auch Peter Gössel und Gabriele Leuthäuser sahen in der Konstruktion einen „Schirm über der Landschaft“, der einen „optimalen Lichteinfall“ gibt. Ihrer Meinung nach wurde für die Olympischen Spiele 1972 nicht nur ein Stadion gebaut, „sondern darüber hinaus ein großstädtischer Erholungsraum, bei dem Bauten, Wege und Vegetation ineinandergreifen“, geschaffen. Dabei wurde die nähere Umgebung mit Olympiaturm und Olympiaberg „in das landschaftsarchitektonische Konzept einbezogen“.

### Denkmalschutz und Urheberrecht
Im Jahr 1997 wurden die Gebäude unter der Zeltdachkonstruktion mit dem teilüberdachten Olympiastadion unter Denkmalschutz gestellt. Das Olympiastadion ist auch Teil des denkmalgeschützten Ensembles Olympiapark. Die Arena ist bis einschließlich 2080 durch das Urheberrecht geschützt, das derzeit bei Günter Behnischs Sohn, Stefan Behnisch, liegt. Deshalb darf das Stadion nicht abgerissen werden und konnte im Laufe der Jahre nur geringfügig verändert werden. Im Jahr 2016 wurden durch die Aktion Welterbe Olympiapark Forderungen laut, das gesamte Areal des Olympiaparks in die Liste des UNESCO-Welterbes aufzunehmen. Nach Wilfrid Spronk, ehemaliger Geschäftsführer der Olympiapark München GmbH, wurde die Architektur des Olympiaparks zu einem „Markenzeichen“ Münchens, weshalb Umbaumaßnahmen in Park und Stadion bei der Bevölkerung stets auf kontroverse Diskussionen stoßen. Der Zeitschrift Sports zufolge wurde der Denkmalschutz dem Stadion allerdings zum Verhängnis. Dadurch, dass es das „ästhetisch anspruchsvollste Stadion Deutschlands“ sei, müsse man im Falle eines Umbaus in ein „Gesamtkunstwerk eingreifen“.